# Первая миссия иезуитов в Китае

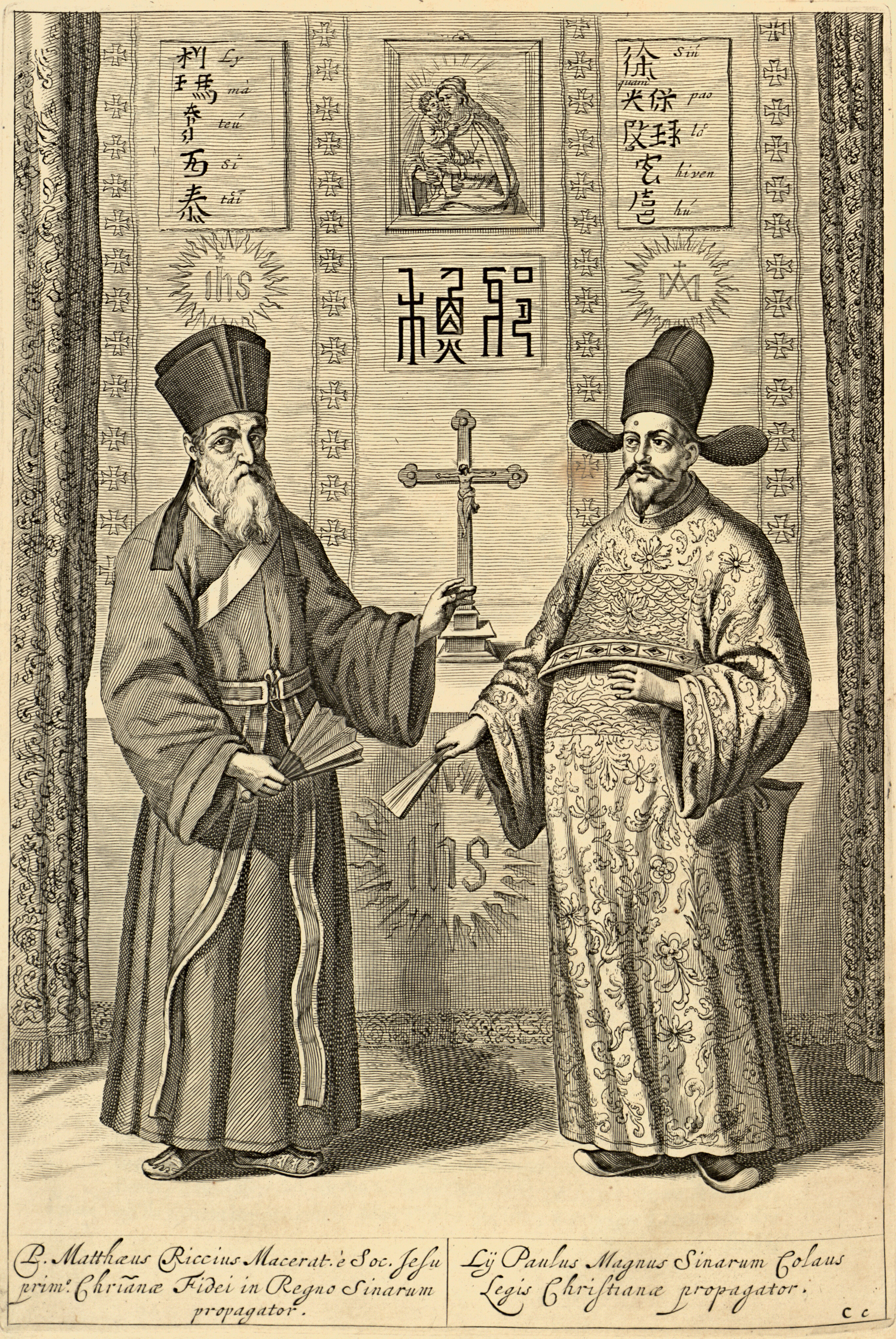
Маттео Риччи и Сюй Гуанци. Гравюра из французского издания «Китайских памятников» Афанасия Кирхера (1670)

Основателем миссии ордена иезуитов в Китае был Алессандро Валиньяно, который в 1583 году направил в Гуанчжоу Микеле Руджери. С 1601 года Маттео Риччи обосновался в Пекине. История Первой миссии является частью глобальной истории культуры, приведя к интенсивному обмену европейских стран и Китая в области естественных наук, картографии, астрономии, ботаники, а также искусства и даже ремёсел. Попытка донести христианские догматы до китайских интеллектуалов привела к затяжной дискуссии, так называемым «фигуралистским спорам». Монахи-иезуиты в XVII—XVIII веках занимали особое положение при императорском дворе династий Мин и Цин, вели проповедь среди представителей элиты, интенсивно занимались переводческой деятельностью, были техническими специалистами, задействованным в астрономических и календарных расчётах, и изготовлении вооружений. Это не исключало гонений на иезуитов, последовавших в 1616—1623 и 1665—1671 годах. В Европе иезуиты вели широкую пропаганду достижений китайской цивилизации, впервые перевели на латинский язык «Лунь юй» (1667). Жозеф де Мойрияк де Майя прославился как картограф, и написал первую сводную историю Китая на европейском языке — «Histoire générale de la Chine» (окончена в 1730, напечатана в 1777—1783 годах). Составленный Жаном-Батистом Дюальдом свод «Географическое, историческое, хронологическое и физическое описание Китайской империи и китайской Татарии» (1736), оказал сильное влияние на интеллектуалов эпохи Просвещения. Формально миссия завершилась после роспуска ордена в 1773 году, её участники по разрешению цинского правительства оставались в Пекине, в том числе Жан Амио. Последний участник Первой миссии скончался в 1838 году. Подсчитано, что за весь период Первой миссии в её составе участвовали 920 отцов-иезуитов, из которых 314 были португальцами и 130 — французами. Общее число обращённых китайцев составляло порядка 200 тысяч человек.

## Предпосылки заморских миссий католической церкви. Стратегия ордена иезуитов

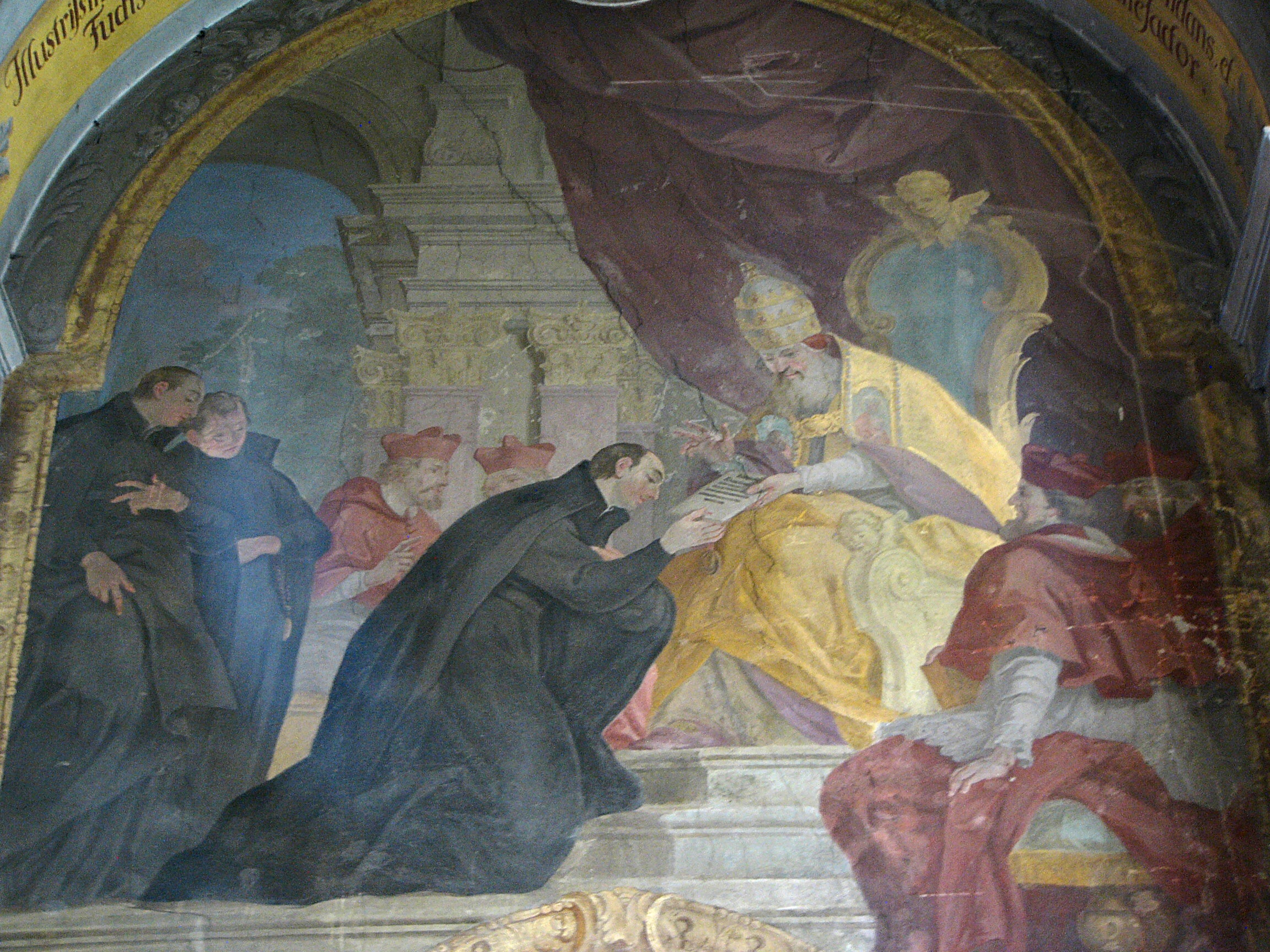
Хандке, Ян Кристоф. Папа Римский вручает Игнатию Лойоле устав Ордена иезуитов. Фреска из церкви Богородицы Снегов в Оломоуце, 1743

### Глобальная католическая миссия
Согласно мнению Люка Клосси, глобальная католическая миссия XV—XVI и последующих веков, проводимая духовными орденами, имела весьма сложное теологическое, философское и юридическое обоснование. С одной стороны, она базировалась на представлении о статусе Римского папы как «Викария Христова», описанного Иннокентием IV как «пастыря всего человечества». Юрист-канонист Антонио Розелли описывал права папы на обращение язычников в метафоре «Авраама, родившего евреев от Сары и сарацин от Агари». Впервые эти вопросы были подняты на Флорентийском соборе 1434 года, когда решался вопрос о миссии на Канарских островах. В дальнейшем канонические представления были дополнены популярным в эпоху Ренессанса неостоическим идеалом всемирного сообщества равных, основанным на универсальном естественном законе. Вероятно, глобальная католическая миссия в известном смысле вдохновлялась именно этим идеалом. Неостоицизм также решительно противопоставлялся национальным и расовым преградам. С другой стороны, ренессансный неостоицизм подпитывался и заново открытым неоплатонизмом, синкретической доктриной, укреплявшей гуманистов в сознании, что все религии по-разному трактуют одни и те же истины и ценности. Это же означало, что и все языки происходят от одного и того же «Адамова праязыка», представления о котором были популярны в миссионерской среде. Франсиско де Витория в трактате «De Indis» (1539), развивал идею о принципе естественного права общения, свободного перемещения, гостеприимства и торговли; такое естественное право проистекает из общего родства людей и общего предназначения земных благ. Это же право обосновывало свободу доступа миссионеров ко всем непросвещённым народам и их обращение к истине всеобщего закона. Между прочим, это означало законное право конфискации имущества у тех «туземцев», которые ограничивают права миссионеров или купцов. Впрочем, де Витория утверждал также подчинение папской власти естественному закону. Авторитетные гуманисты, такие как Джон Уиклиф или Эразм Роттердамский, относились к глобальной католической миссии негативно, считая, что она будет прикрытием для экспансии светских властей, тогда как проповедь веры Христовой несовместима с рабством и кровопролитием.

### Стратегия иезуитов
При основании ордена иезуитов Игнатий Лойола разработал и доктрину обращения. В «Духовных упражнениях» прямо сказано, что армию миссионеров возглавляет Христос:

(92) Представить себе некоего земного царя, избранного самим Богом, которого должны почитать и слушаться все христианские князья и народы. (93) Представить себя слушающим, как этот царь обращается ко всем своим, говоря: Воля моя [такова] — покорить неверных всей земли; и тот, кто захочет идти со мною, должен довольствоваться той же едой, тем же питием и той же одеждой, что и я. Подобно мне, он должен трудиться и бодрствовать ночью, и во всём ином быть в труде со мною, чтобы потом быть со мною участником победы.
Лойола составил и инструкции для миссионеров, кодифицированные в виде Regulae peregrinatium. Они были основаны на третьей статье устава ордена, гласящей:

…Всё, что нынешний Римский Понтифик и другие, его преемники, ни прикажут ради преуспеяния душ и для распространения веры, и в какие бы страны они ни пожелают нас послать, мы без всяких увиливаний и отговорок тотчас же обязаны это исполнить, насколько это будет в наших силах, к кому бы они нас ни отправили — будь то к туркам, будь то к любым другим неверным, а также в страны, именуемые Индиями, или к любым еретикам, схизматикам, или даже к любым верным.
В последующих буллах, данных в течение десяти лет после утверждения устава ордена, подтверждался глобальный характер иезуитской миссии, так и то, что хотя повеления Его Святейшества являются приоритетными, но орден может исполнять и функции, папой не предусмотренные. Разъяснения при этом должен был давать генерал ордена, который интерпретирует волю папы как наместника Христова. Генерал же объявляет регион, где осуществляется миссия, основываясь на «универсальном благе» его обитателей. Особое внимание должно уделяться странам, во-первых, где некогда существовали большие христианские общины, и вообще в «страны, жители которых более всего готовы принять католическую веру». Во-вторых, пристальное внимание ордена привлекали страны, в которых наиболее всего придётся противостоять козням сатаны.

### Ранние попытки: Франциск Ксаверий

Маршруты миссионерских путешествий св. Франциска Ксаверия

Миссия иезуитов в Индии, Юго-Восточной Азии и на Дальнем Востоке исторически была неотделима от торгово-колониальной экспансии Португалии. В 1510—1511 годах португальцы захватили Гоа и Малакку. Согласно Сарагосскому договору 1529 года Филиппины оказались в сфере влияния Испании, а значительная часть Восточной Азии — Португалии; эти две державы являлись важнейшими инициаторами миссионерского движения в мире XVI века. Первым иезуитом на Дальнем Востоке явился Франциск Ксаверий, один из основателей ордена и автор его устава. После успешной работы в Гоа и Малакке (куда он был направлен королём Жуаном III в 1542 году), в 1549 году он познакомился с японцем по имени Андзиро, и заинтересовался обращением этой страны. После одобрения орденским начальством, в апреле 1549 года Ксаверий отправился в Кюсю, и его миссия прибыла в Кагосиму, не заходя в китайские порты. Миссия в Японии оказалась чрезвычайно эффективной, несмотря на то, что Франциск пробыл в этой стране два с половиной года. К 1571 году на Японских островах насчитывалось около 100 000 обращённых, а феодальный владетель Нагасаки поставил свой город под прямое управление иезуитского ордена. Это было следствием доктрины культурной адаптации, на которой настаивал Ксаверий: следовало принимать те обычаи местного населения, которые прямо не противоречили христианской вере.

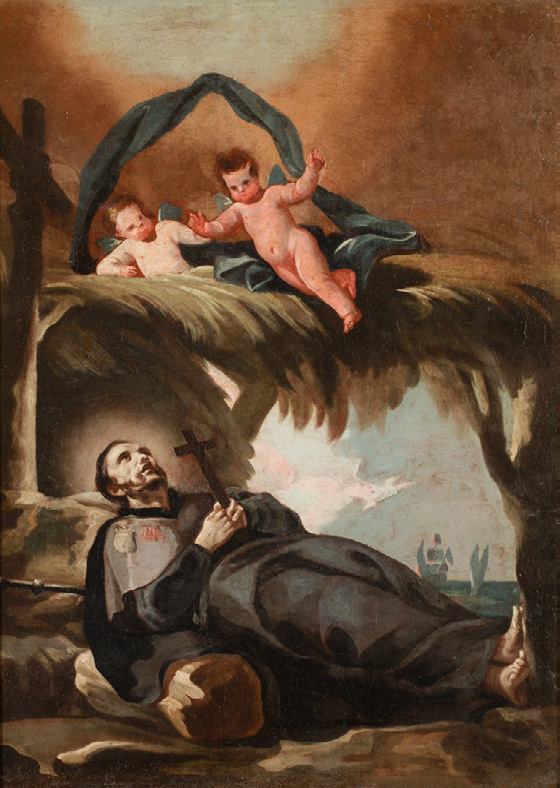
Франсиско Гойя. Смерть св. Франциска Ксаверия на острове Шанчуань. Около 1771—1774. Холст, масло, 56 × 42 см. Музей Сарагосы

В 1551 году, на обратном пути, Франциск Ксаверий был занесён бурей в Гуанчжоу, где встретился с давним другом — моряком из Кочина Дьогу Пирейра. Общаясь с ним, иезуит заинтересовался возможностью основания миссии в Китае, поскольку в Японии узнал, что по своей культуре и религиозной ситуации в стране китайцы не менее восприимчивы к вере Христовой, чем японцы. Убедился он и в высокой степени влияния китайской цивилизации на японцев. Пирейра убеждал его, что следует сразу ехать к императору в Пекин, и они договорились добиться назначения Пирейры послом, а самого Ксаверия — апостолическим нунцием. Этого не удалось добиться: в последний момент губернатор Малакки дон Алвару де Атаиде расформировал посольство. Миссионер отправился на свой страх и риск, в путешествии в Китай Ксаверия сопровождал монах-португалец, слуга-индиец и крещёный китаец. В августе они прибыли на остров Шанчуань, примерно в 300 км от Гуанчжоу, который и был его конечной целью. Он предполагал, что если не удастся достигнуть столицы Китая, можно будет присоединиться к сиамскому посольству, которое направлялось в Пекин.
Неуспех миссии Ксаверия объяснялся тем, что он полностью зависел от политического руководства португальских колоний и купцов, которые были единственной возможностью достигнуть отдалённых стран. В конце торгового сезона купец, доставивший миссионера, попросту бросил его на острове, опасаясь срыва сделок и санкций китайских властей за нарушения законов о въезде. В своём последнем письме отец Франциск истолковал это как «противодействие сатаны прибытию в Китай иезуитов». 2 ноября 1552 года он скончался от тропической болезни и первоначально был погребён в Китае.
Кончина Франциска Ксаверия привела к его почитанию как святого, которым он и был объявлен в 1623 году. В начале XX века (1927 год) он был объявлен покровителем зарубежных католических миссий. Тем не менее, дальнейшие попытки разных христианских орденов наладить миссионерскую работу в Китае потерпели крах. В период 1552—1583 годов иезуиты, францисканцы и доминиканцы, базируясь в Гоа и Малакке, Японии и Филиппинах предприняли около шестидесяти безуспешных попыток проникнуть в Китай. После смерти Ксаверия апологетом обращения Китая в ордене иезуитов остался Мелчор Нунеш Баррету, который собирал информацию об империи Мин от португальских купцов в Малакке. Баррету доказывал, что в Китае имеется стабильное общество, структуры которого напоминали или даже превосходили европейские — идеальный плацдарм для миссионерской работы. В 1555 году миссионер попытался закрепиться в Гуанчжоу, где в течение 9 месяцев работал, однако после окончания торгового сезона (проводимого раз в два года), был вынужден уехать вместе с соотечественниками. Неудачной была и попытка иезуита Жуана Баутисты Риберы (1525—1594), который в 1560-е годы таким же образом посещал Гуанчжоу. Захват Макао в 1557 году самым положительным образом сказался на судьбах миссии. В 1585 году папа римский закрепил монополию иезуитского ордена на проповедь в Китае и Японии.

## Миссия Валиньяно — Руджери

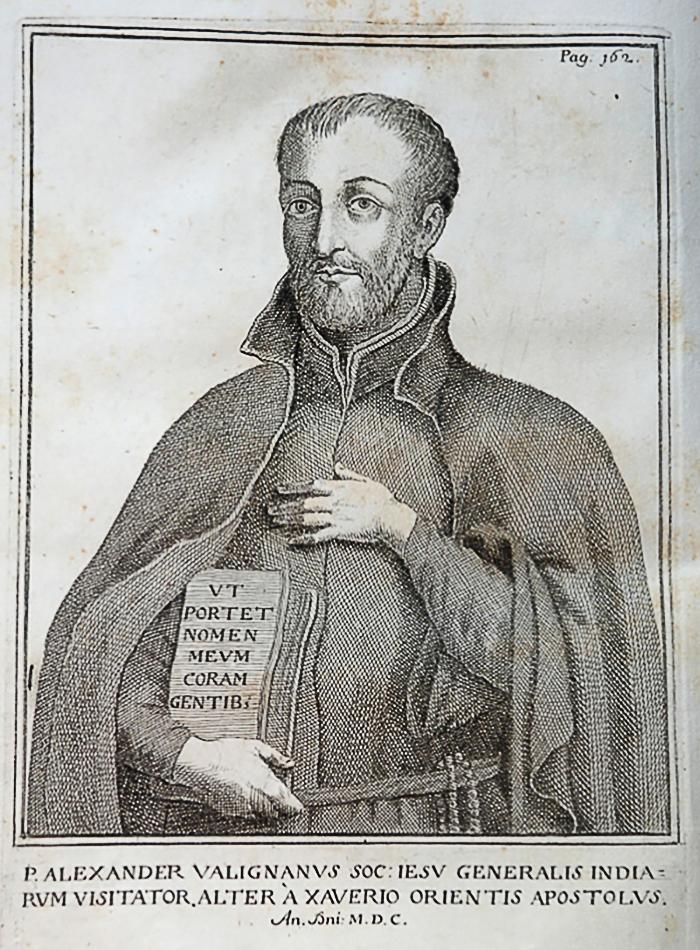
Алессандро Валиньяно. Подпись гласит: «Следующий за Ксаверием апостол Востока»

Кардинальным образом стратегия ордена в Китае изменилась в 1573 году, когда генеральным куратором азиатских миссий был назначен Алессандро Валиньяно. К тому времени орден иезуитов полностью структурировался и сделал основой своей деятельности образование и миссионерство. Задачей Валиньяно была инспекция всех миссий ордена от Мозамбика до Киото. В Макао инспектор основал иезуитский коллегиум Св. Павла. Для преодоления китайских запретов Валиньяно принял решение использовать ту же тактику, что и в Японии: если китайские власти не желают общаться с неграмотными купцами, то образованные миссионеры, преодолевшие языковой барьер, смогут решить свою главную задачу. Для этого в июле 1579 года он вызвал из Гоа Микеле Руджери, который зарекомендовал себя как знатока тамильского языка; достоинством его был и возраст — 35 лет, что было важно для китайских чиновников. Руджери было приказано начать изучение мандаринского диалекта, который использовали на Юге учёные-чиновники, а не кантонский диалект простонародья Макао и Гуандуна. В отчёте генералу ордена Валиньяно сравнивал мандаринский диалект с европейской латынью; при этом у Руджери не было китайских учителей. После трёх лет занятий языком, Руджери отправился в Гуанчжоу с купцами, и сумел заинтересовать местных чиновников. Например, ему предоставили городской дом на время торгового сезона, тогда как купцы жили на своих кораблях. Руджери был принят губернатором города, главнокомандующими армии и флота, и высокопоставленным учёными. Их заинтересовали часы, очковые линзы, зрительные трубы и лингвистические способности европейца. Таким образом, именно Руджери разработал концепцию взаимодействия с властями, которой иезуиты придерживались до самого конца Первой миссии.
Успех был налицо: благодаря степени владения языком и дипломатическим способностям, в 1582 году Микеле Руджери получил официальное разрешение находиться с целями проповеди на территории Китая, а далее получил в дар землю в Чжаоцине, где мог бы построить храм. В городе располагалась ставка генерал-губернатора Лянгуана. Это произошло благодаря интересу к часам, который проявил генерал-губернатор Гуандуна. Пользуясь расположением властей, Руджери попросил разрешить въезд ещё двум монахам. Их кандидатуры были подобраны Валиньяно: прокурор миссии в Гоа Франческо Пасьо (1554—1612) и Маттео Риччи, который преподавал грамматику и риторику в Гоа и Кочине. Осенью 1582 года Руджери и Риччи поселились в Чжаоцине, который стал их домом на следующие шесть лет.

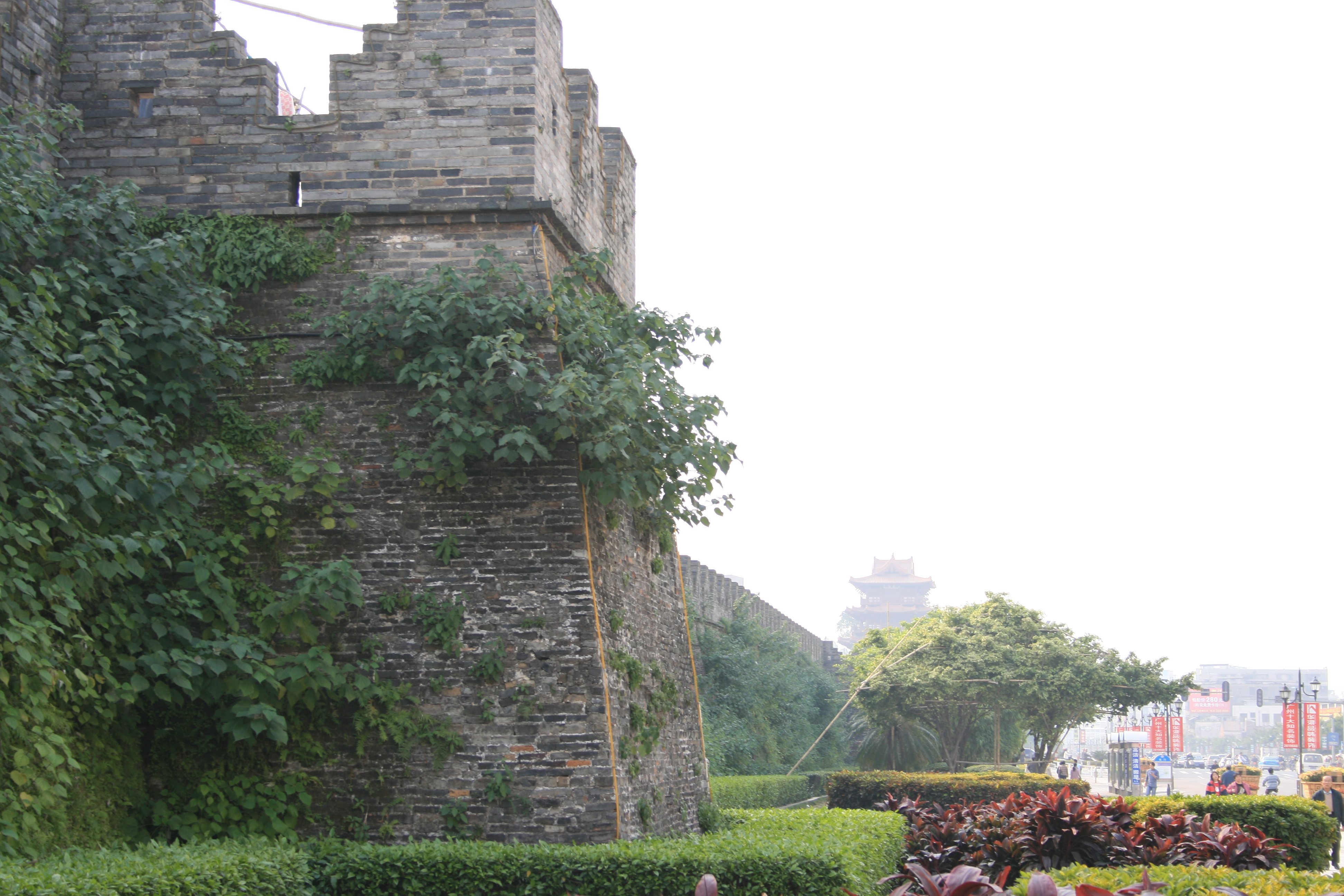
Городские стены Чжаоцина в 2006 году

Стратегия вживания в китайскую среду Руджери была оригинальной. Двое итальянцев существовали автономно от других европейцев. По настоянию генерал-губернатора, Руджери оделся в облачение буддийского монаха, которое, по его словам, отличалось от привычного орденского. Главной целью миссионеров было максимально полное усвоения языка, стиля мышления и обычаев, чтобы научиться излагать христианскую доктрину на понятном для их аудитории языке. Познания в области естественных наук заинтересовали чиновников (особенно евклидова геометрия и картография), и Руджери с Риччи смогли обзавестись сетью связей-гуаньси. В 1584 году они напечатали на китайском языке обиходные молитвы: «Аве Мария», «Патер ностер» и Десять заповедей, листовки с которыми раздавали всем желающим. Тем не менее, в отчёте Валиньяно 1585 года отмечалось, что ещё не было ни одного обращения в Китае, хотя в Японии новокрещёные исчислялись тысячами. В том же отчёте сообщалось, что мандарины не выказывали протестов, когда миссионеры предлагали крестить их. Впрочем, первым крещёным китайцем оказался неизлечимо больной человек, брошенный своей роднёй; вскоре после обращения он скончался. Вероятно, что первые новообращённые принадлежали к маргинальным слоям общества: это были изгои, неизлечимо больные, неграмотные крестьяне и ремесленники. Риччи считал, что благотворительность очень важна, тем более, что она создавала европейцам репутацию. Первое время китайцы были враждебны: несколько раз устраивали нападения на миссионеров и бросали камни в них и их дом. Оба иезуита понимали, что для них гораздо важнее было окрестить чиновника, ради социальной легитимизации миссии, а также политических преференций; далеко не все чиновники Гуандуна позитивно воспринимали людей Запада. В 1585 году в Чжаоцин были направлены два иезуита-португальца: Антониу ди Алмейда (1557—1591) и Дуарте ди Санде (1547—1599). Это было связано с тем, что покровитель Руджери гуандунский интендант Вань Пань (удостоенный в 1572 году степени цзиньши) пригласил его в Чжэцзян и, вероятно, в Пекин. Руджери отправился в ноябре в компании Алмейды, а Санде остался с Риччи в Чжаоцине. Миссия была безрезультатна, но Руджери убедился в огромных возможностях общения с китайской элитой. Это было подтверждено в поездах в Гуанси и Хугуан в 1587 году.
В 1580-е годы усилия Валиньяно и Руджери едва не были сведены на нет деятельностью испанского иезуита Алонсо Санчеса, который дважды побывал в Китае, пытаясь добиться приёма испанского посольства в Пекине. Его угрозы испанским вторжением в Китай сильно испортили отношение к миссионерам. В 1588 году А. Валиньяно направил М. Руджери в Рим, ходатайствуя об открытии постоянной миссии Святого Престола при императорском дворе и назначении самого Руджери послом. Однако этот проект не состоялся: в кратчайшее время сменились четверо пап римских, и сам Руджери не пожелал возвращаться на Восток. В Чжаоцине в 1589 году время сменился состав чиновников, но Маттео Риччи настоял на своём праве остаться в Китае. Для новой резиденции он избрал Шаочжоу, ибо ему было воспрещено оставаться в Гуанчжоу; Санде уехал в Макао, где занял пост ректора коллегиума. В городе Риччи и Алмейда пользовались любезным приёмом у чиновников, но простолюдины приняли их крайне враждебно. В 1593 году М. Риччи остался в одиночестве. Пополнение миссии было очень серьёзной проблемой: не менее половины отобранных кандидатов умирали, не перенеся пути вокруг всей Африки и Южной Азии. Потребности японских миссий приводили к тому, что свежие кадры сразу же после подготовки в Индии направлялись в Нагасаки. После вторжения в Корею японского диктатора Тоётоми Хидэёси в 1592 году, европейцы стали восприниматься как союзники и агенты японских агрессоров. В результате новые сотрудники Риччи — Ладзаро Каттанео, Жуан Суейру (1556—1607) и Жуан да Роша — проникли к нему нелегально.

## Миссия Маттео Риччи

### Путь на север

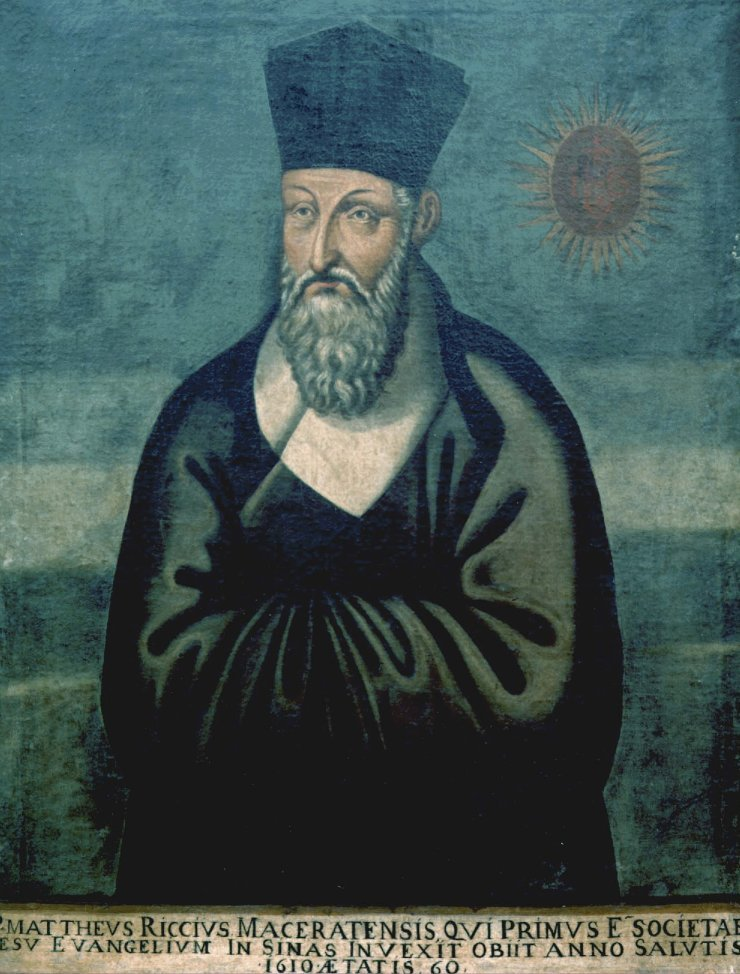
Эммануэль Перейра (Юй Вэньхуэй). Портрет Маттео Риччи, выполненный в Пекине в 1610 году, и доставленный в Рим в 1616 году. Рим, Иль-Джезу

Ввиду острого недостатка миссионеров, начальство в Макао решило последовать опыту японских иезуитов, используя метисов, получивших европейское воспитание и образование. В Шаочжоу были отправлены новиции Себастьян Фернандиш (1562—1621) и Франсишку Мартинс (1545—1604), принявшие обеты бедности, целомудрия и послушания. Как правило, такие братья не предназначались для священнического служения, а должны были окормлять паству, следить за нравственностью обращённых и проводить катехизацию. Впоследствии к ним добавились братья-схоласты, как называли монахов, которые закончили орденский курс квадривиума (грамматика, риторика, философия, моральное и созерцательное богословие). Это соответствовало европейской традиции, согласно которой орденские коллегии управлялись светскими помощниками или братьями младших степеней посвящения. Мартинс и Фернандиш помогли наладить регулярную связь миссии с Макао, поскольку свободно владели южнокитайским диалектом и внешне были неотличимы от китайцев.

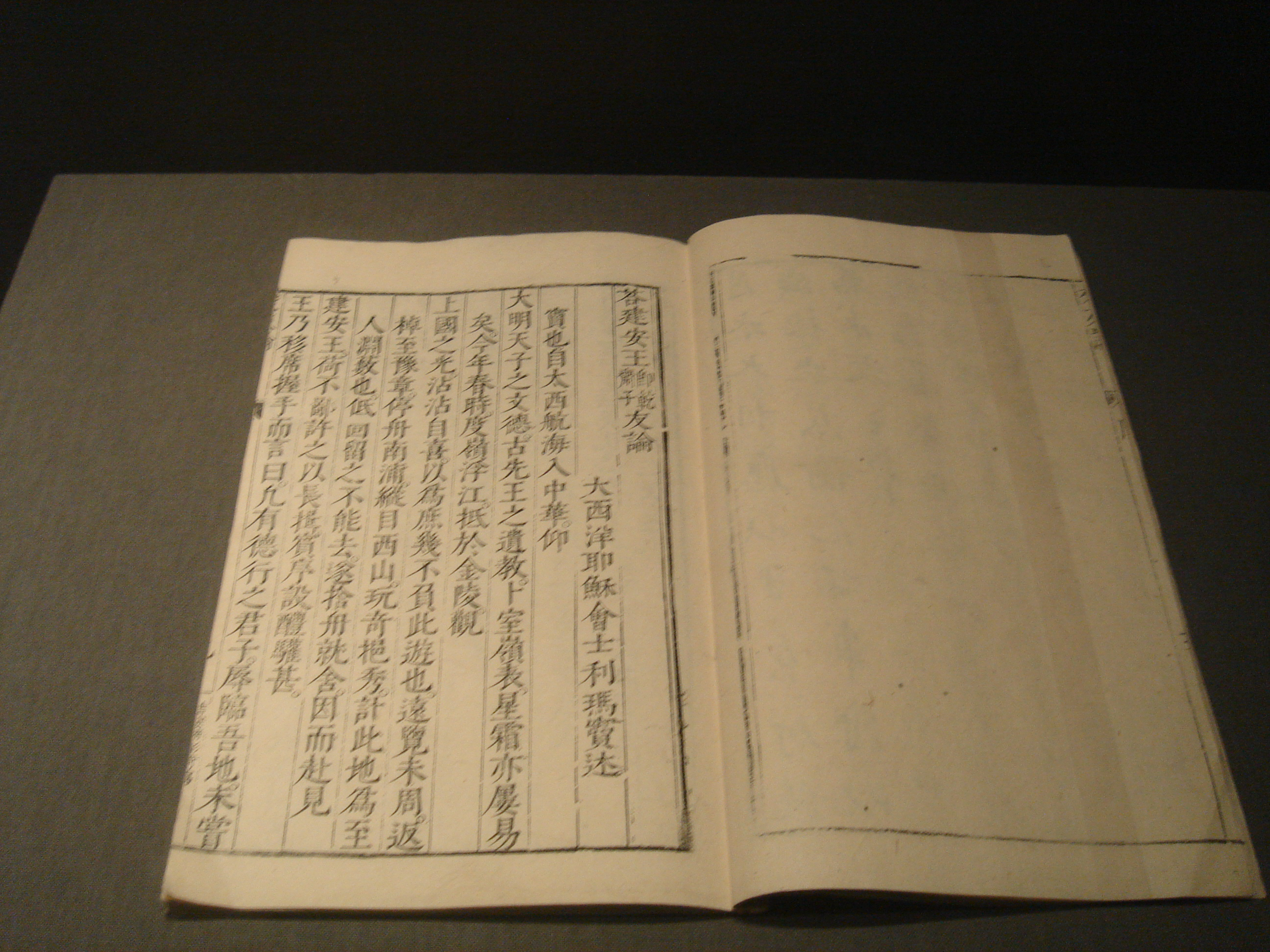
Трактат «О дружбе». Пекинское издание 1601 года

После отъезда Руджери и де Санде, главой миссии остался Маттео Риччи. По оценке Лайама Броки, отсутствие успехов в обращении, парадоксально сработало в его пользу. К середине 1590-х годов он в достаточной степени интегрировался в китайскую культуру. Убедившись, что административная система династии Мин основана на постоянной ротации чиновников, чтобы они не закреплялись на одном месте, иезуиты не могли рассчитывать на прочные личностные связи. Единственной возможностью сразу решить все задачи, было добиться аудиенции у императора. Это не было изобретением Руджери или самого Риччи, поскольку иезуиты от времени основания ордена делали ставку на высший патронаж в среде если не лично правителя, то высших политических элит. Собственно, Франциск Ксаверий смог отправиться в Индию благодаря личной аудиенции у португальского короля, которому был представлен Педру де Маскареньяшем — аристократом, служившим послом в Риме. Риччи, намного лучше владея китайским языком, чем Руджери, в 1595 году опубликовал книгу переводов из Сенеки и Цицерона, которую назвал «О дружбе» (кит. трад. 跤友論, упр. 交友论, пиньинь jiāoyǒu lún, палл. цзяою лунь), сделав ставку на любовь интеллектуалов Китая ко всякой «экзотике». Культура эпохи Поздней Мин благоприятствовала таким экспериментам, тем более, что Риччи соответствовал нравственному идеалу чиновника-конфуцианца: соединял строгость, нравственность, высокую эрудицию и навыки специалиста. Это позволило ему получить приглашение некоего
Scielou (его имя так и не удалось установить современным исследователям) отправиться на императорские экзамены в Пекин, хотя чиновник предостерегал иностранца от посещения южной столицы Нанкина. По предложению учёного-конфуцианца Цюй Тайсу (1549—1611), Маттео Риччи отказался от облачения буддийского монаха. На раннем этапе миссии этот облик помогал пользоваться подаянием (простолюдины охотно жертвовали иезуитам елей, благовония и пищу), а чиновники не препятствовали покупке недвижимости и собиранию арендной платы. Месса, сопровождаемая каждением, и священные образы также воспринимались как буддийские ритуалы. Иезуиты, приняв концепцию «противостояния буддизму и дополнения конфуцианства», тем не менее, не участвовали в государственных экзаменах, хотя внешне стали ориентироваться на чиновную элиту. В послании де Санде Риччи писал, что сшил себе одеяние конфуцианского учёного и сделал китайскую причёску. Путешествие в Нанкин оказалось неудачным: встретив знакомого по Гуанчжоу чиновника, Риччи вызвал его гнев, и был изгнан из города как «подозрительное лицо». В Наньчане, однако, приём оказался радушным, и миссия была переведена из Шаочжоу. Более того, в городе имелись удельные владения родственников императора, через которых иезуит надеялся получить приглашение в столицу. Впрочем, проповедь по-прежнему не приносила результатов. В Шаочжоу к 1603 году было крещено не более двадцати китайцев.
А. Валиньяно согласился со стратегией Риччи. В 1597 году ему отправили партию дорогих подарков для задабривания чиновников. В 1598 году миссионер вторично отправился в Нанкин в компании Л. Каттанео, благополучно миновал город и двинулся на Пекин, куда не был пропущен. Тогда миссия была перенесена в Нанкин: репутация среди литераторов Цзянси позволила заинтересовать учёных Цзяннани, которых привлекли карты, глобусы, оптика и живопись маслом. Здесь удалось начать обращение чиновников, вышедших в отставку, что гарантировало мощную сеть связей в региональных элитах Нижней Янцзы, где была наибольшая в Китае концентрация учёных, издателей и образованных людей вообще. В Гуандуне эффект от проповедей последовал после 1604 года, когда Жуан Соэйру отчитался в крещении 300 человек, а сицилиец Никколо Лонгобардо обратил 200 человек; значительную часть их составляли женщины, которые, по его мнению, лучше усваивали догматы веры, чем мужчины-китайцы. Исследование документов Первой миссии показывает, что её участники заботились о массовом просвещении простых китайцев, а не только представителей элиты, как считалось ранее. Речь шла о двойной стратегии: в отчёте Н. Лонгобардо говорилось, что авторитет обращённых мандаринов активно привлекал в миссию неофитов. Иными словами, М. Риччи осознавал, что крещений в среде мандаринов будет очень немного, а основную массу обращённых должны были составлять простолюдины. Одной из причин отказа от крещения чиновников на службе было требование единобрачия, поскольку институт наложниц был показателем статуса и способствовал умножению числа сыновей. Напротив, для отставных чиновников зрелого возраста вопрос о наложницах был неважен.

### Риччи в Пекине

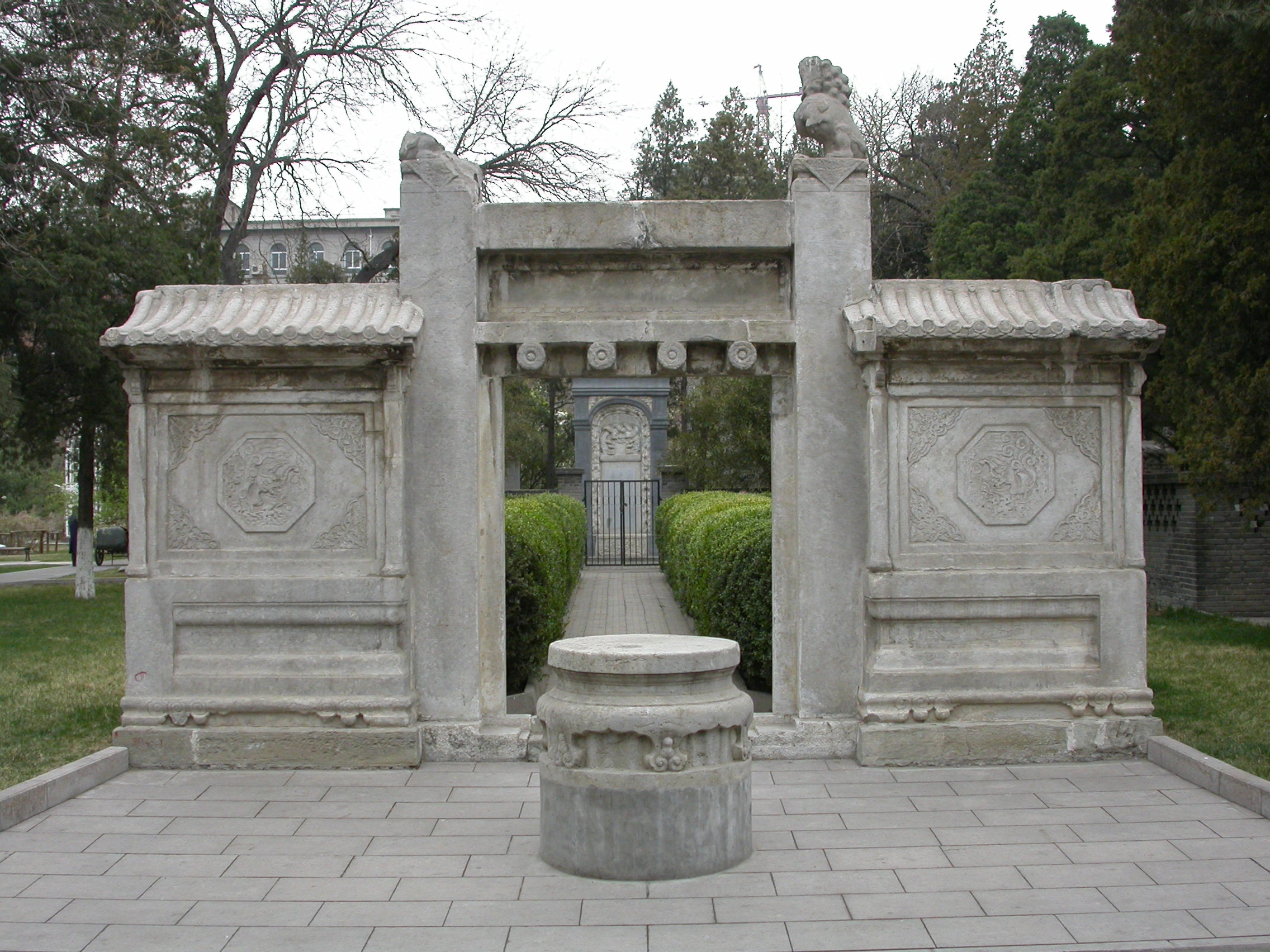
Надгробие М. Риччи в Пекине

В мае 1600 года миссия Риччи включала восьмерых иезуитов, включая двух новициев-китайцев. За два года он получил репутацию «конфуцианца с Запада». Приказ А. Валиньяно о переезде в Пекин прибыл тогда, когда его положение позволяло действовать. Благодаря обращённым чиновникам и одному из влиятельных евнухов, в январе 1601 года Риччи выехал в северную столицу. Его сопровождал Диего де Пантоха. Императору были переданы в дар часы и серия картин маслом, которые дошли до адресата. Поэтому, когда в Тяньцзине Риччи был задержан, из Пекина пришёл приказ доставить его в столицу. Европейцы вызвали ажиотаж чиновников и учёных, для которых они сами и их дары были экзотикой. Известность Риччи и Пантоха при дворе позволила повысить статус станций ордена в Шаочжоу и Наньчане, и защитить новообращённых от судебных преследований как «еретиков», приверженцев неортодоксальных сект. Трактат «О дружбе» и переводы Евклида пользовались успехом у учёных, прибывших на столичные экзамены, и увеличили число новообращённых из высших сословий. Это компенсировало крайнюю малочисленность миссии. При этом нельзя забывать, что активная деятельность в столице по пропаганде достижений западной науки сокращала время для обращения китайцев. Вдобавок, ротация чиновников приводила к потере потенциальных новообращённых при переводе китайца-католика на другое место службы, где ещё не было миссионерских станций. Сам Маттео Риччи сосредоточился на создании позитивной репутации ордена, поэтому не занимался прозелитизмом, а развлекал сановников и писал серьёзные трактаты на научные темы или по проблемам естественной теологии. Так был составлен катехизис «Подлинный смысл Небесного Господа» (кит. трад. 天主實義, упр. 天主实义, пиньинь Tiānzhǔ shíyì, палл. Тяньчжу шии), который ещё в XIX веке активно использовался протестантами и даже православными, и многократно переводился на разные языки, включая русский. К тому времени он глубоко изучил конфуцианский канон: ещё в 1591 году начал перевод «Четверокнижия» на латынь, а в 1595 году изучал «Пятиканоние».

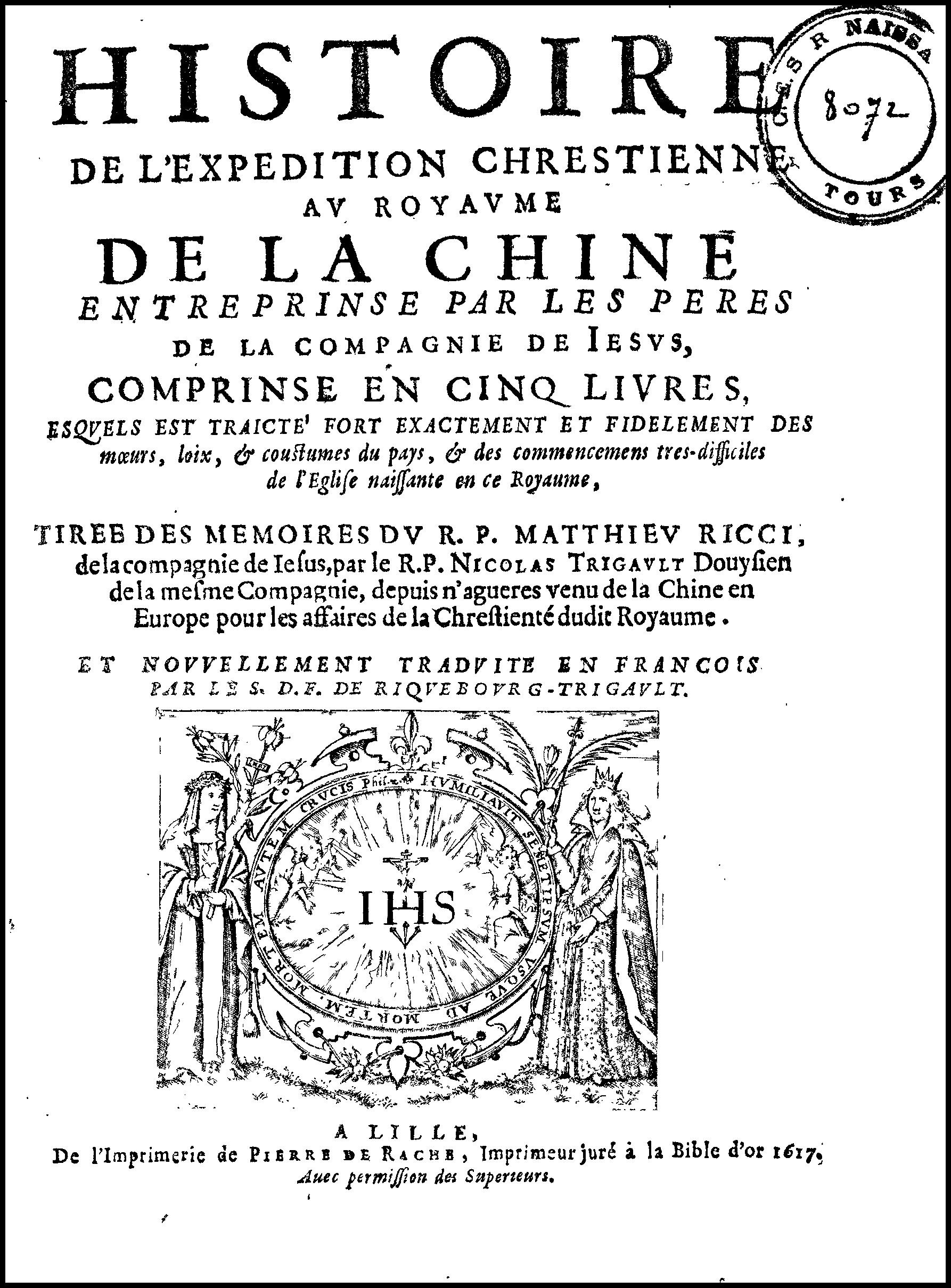
Титульный лист французского издания «Христианской экспедиции в Китай» Никола Триго. Лилль, 1617 год

По мнению Л. Броки, инициатива создания общества по изучению западной науки, исходила от образованных новообращённых китайцев, таких как Сюй Гуанци и Ли Чжицзао. По-видимому, Риччи мог предложить идею марианского братства, подобных популярным в Европе того времени. В день Рождества Богородицы 8 сентября 1609 года было открыто Общество Святой Матери (кит. трад. 聖母會, упр. 圣母会, пиньинь shèngmǔ huì, палл. Шэнму хуэй); через год аналогичное общество было открыто в Нанкине для поддержки новообращённых южной столицы. В целом, успехи миссии в Китае были относительно скромными: к моменту кончины Риччи имелись станции в двух столицах Китая и в двух провинциальных городах, были налажены связи при императорском дворе и в Министерстве ритуала. Общее число обращённых христиан не превышало 1000 человек, в том числе ничтожное число чиновников с семьями. Это контрастировало с японской миссией, в которой было 100 000 крещёных, 30 приходов, 123 священника-иезуита и 90 студентов семинарии, не считая десятков автономных христианских общин. В этих условиях Алессандро Валиньяно вывел китайскую миссию из-под начальства епископата Макао и подчинил её напрямую провинциалу ордена в Гоа, и направил трёх миссионеров — итальянца и двух португальцев — в Нанкин для изучения китайского языка. По Л. Броки, его несгибаемая воля позволила китайской миссии выжить и развернуться уже после его кончины, последовавшей в 1606 году. С другой стороны, прав был и Риччи, рассчитывая на высокопоставленных чиновников, которые не могли подолгу служить на одном месте, и которые были привязаны культом сыновней почтительности к малой родине. Когда Сюй Гуанци (крещёный под именем Павла в 1603 году) в 1608 году был вынужден вернуться в Шанхай отбывать трёхлетний траур по отцу, он попросил направить с ним кого-либо из его духовных отцов. Ладзаро Каттанео провёл в городе два месяца и убедился в огромных перспективах Шанхайского порта, на который впоследствии приходилось не менее трети христианского населения Китая. За это время он крестил 42 человека. Аналогичным образом вернулись на свою малую родину в Ханчжоу Ли Чжицзао и Ян Тинъюнь. С 1612 года Каттанео открыл в городе постоянно действующую станцию, а в Шанхае его заменил только что прибывший Никола Триго. В мае 1610 года М. Риччи скончался в Пекине, главой миссии стал Н. Лонгобардо. Диего де Пантоха и Сабатино де Урсис подали прошение императору о захоронении своего начальника в столице Китая. После разрешения, переводчик-японист Жуан Родригиш отметил, что «своей смертью Риччи достиг много большего, чем прижизненными трудами».

## Иезуитская миссия в конце правления династии Мин

#### Первые гонения

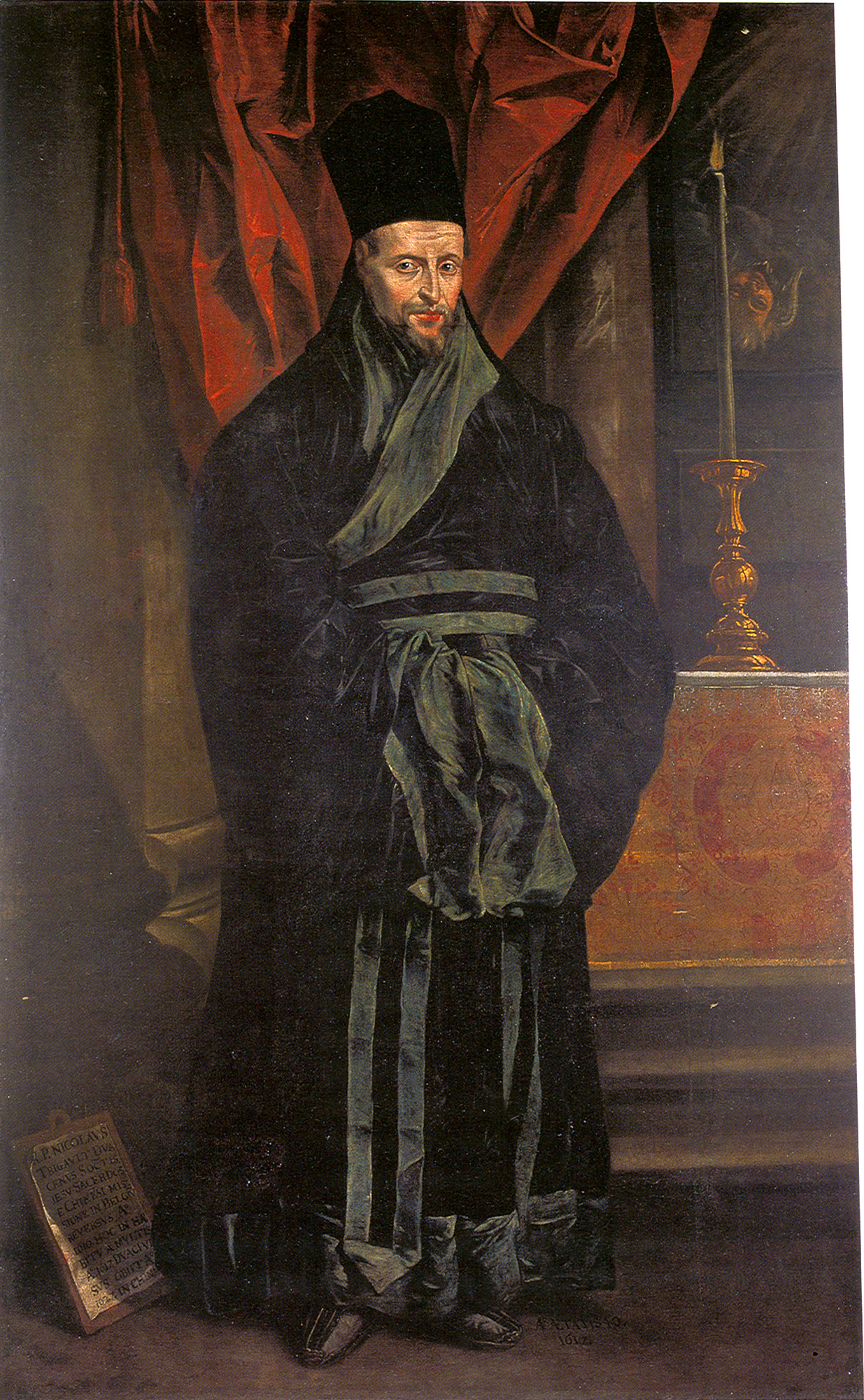
Портрет Никола Триго в орденском облачении. Мастерская Рубенса, около 1617 года

К 1604 году общее число европейцев-иезуитов в Китае достигало 15 человек, и миссия Лонгобардо продолжила работу Маттео Риччи, уделяя особое внимание росту числа новообращённых. Впервые официальные отчёты, отправляемые в Европу, стали содержать конкретное число обращённых, но не общее число христиан-китайцев. Редко упоминались и случаи отпадения от веры. Рост числа крещёных был заметен: 1000 человек в 1606 году, 2500 — в 1610 году, и в 5000 в 1615 году. Тем не менее, масштабов японской миссии достигнуть так и не удалось, учитывая, что население Китая составляло примерно 260 миллионов человек.
Далее миссия столкнулась с серьёзными проблемами. Её слабым местом была зависимость от связи с Макао, через который пересылалась почта, доставлялись дотации и подарки, а также прибывали новые миссионеры. Отношения властей Макао и чиновников Гуандуна были неизменно напряжёнными, вдобавок, пекинские власти постоянно подозревали иезуитов в контрабанде и шпионаже, в том числе в пользу Японии. В 1612 году генерал-губернатор Гуандуна и Гуанси предложил осуществить полную блокаду Макао; годом ранее Сюй Гуанци советовал Н. Лонгобардо не афишировать связь миссионеров с португальцами. В этих условиях начальник миссии видел выход только в создании автономной вице-провинции ордена и поиске покровителей вне португальских властей Макао и Нагасаки. Для этой миссии в Европу был отправлен Н. Триго. В 1614 году из Японии были изгнаны христианские миссионеры, и финансовое положение китайской миссии, в которой было 15 европейцев, ещё более ухудшилось. Лонгобардо опасался, что японский пример захватит и Китай, где победят «слуги сатаны». Действительно, в 1616—1623 годах в Нанкине прошла серия гонений на христиан, начатая министром церемоний Шэнь Цюэ, причём если само начальство иезуитской миссии воспринимало события как катастрофу, в действительности развитие миссии лишь ненадолго затормозилось. Шэнь Цюэ обвинил миссионеров в «ереси», то есть отвергании конфуцианского ритуала и мировоззрении, и потенциальной опасности для государства. Министерство церемоний занималось и делами иностранцев в Китае. Шэнь Цюэ подал три меморандума на императорское имя, и одним из главных его обвинений стало то, что иезуиты «сокрушили границу между китайцами и варварами», переняв язык и ритуал конфуцианских учёных. 24 сентября 1616 года в Нанкине были арестованы 23 христианина, включая двух братьев-иезуитов и двух новициев-китайцев. 3 февраля 1617 года в Пекине состоялся суд, который поставил, что де Урсиса и де Пантоха должны быть в клетках доставлены в Гуанчжоу и выдворены за пределы империи. Пекинскую резиденцию ордена опечатали, а нанкинскую конфисковали, причём всё имущество после распродажи пустили на ремонт Храма Конфуция и заупокойного храма короля Брунея, что должно было «восстановить гармонию в отношениях варваров и китайцев». Однако за пределами столиц не было вообще предпринято никаких действий и в конечном итоге ни один из иезуитов не был депортирован.
Миссия была спасена за счёт заступничества «Трёх столпов китайского католицизма», которые опровергли связь иезуитов и секты Белого Лотоса, и предоставили братии приют в Ханчжоу. Шэнь Цюэ в 1620 году был назначен на должность великого секретаря и представлял угрозу европейцам. До 1624 года новообразованные христианские общины остались без пастырского попечения. Гонения привели к повышению статуса китайских диаконов и новициев, которые могли эффективно проповедовать, нести Св. Дары больным, и привозить новости, не вызывая подозрений. Иезуиты-европейцы посещали свою паству под покровом ночи в закрытых паланкинах. Постепенно они разъехались по Шаньси, Хугуану и Лянгуану. После кончины Шэнь Цюэ в 1624 году династия Мин была более озабочена великим крестьянским восстанием и началом затяжной войны с маньчжурами. Сами иезуиты восприняли это как проявление Божественной справедливости, причём политические потрясения сопровождались чередой стихийных бедствий и явлением двух комет, что китайцы воспринимали как знамение бедствий, а ректор коллегиума в Макао Мануэл Диаш — как благословение для обращения Китая. В июле 1619 года из Европы вернулся Н. Триго, вместе с семью новыми миссионерами, деньгами для приобретения недвижимости, дорогими подарками императору и высшим сановникам, а также большой библиотекой, необходимой для дальнейшей работой с учёными-конфуцианцами. В числе новоприбывших были Адам Шалль, Иоганн Шрек, и другие. С Триго пришёл приказ генерала ордена об образовании независимой Китайской вице-провинции, ввиду малой численности братьев и отсутствием источников финансирования. Первым викарием стал Жуан да Роша, после его смерти в 1623 году миссию возглавил Мануэл Диаш. В 1621 году был принят устав вице-провинции, который основывался на 40-летнем опыте пребывания в Китае. Устав предусматривал даже форму причёски миссионеров и методы обучения иероглифике и разговорному китайскому языку. Генерал Аквавива дозволил пропаганду естественнонаучных знаний для повышения авторитета миссионеров, но с условием, что эти занятия не будут отвлекать от нужд проповеди.

### Интеллектуальная деятельность миссионеров. Проблема обращения

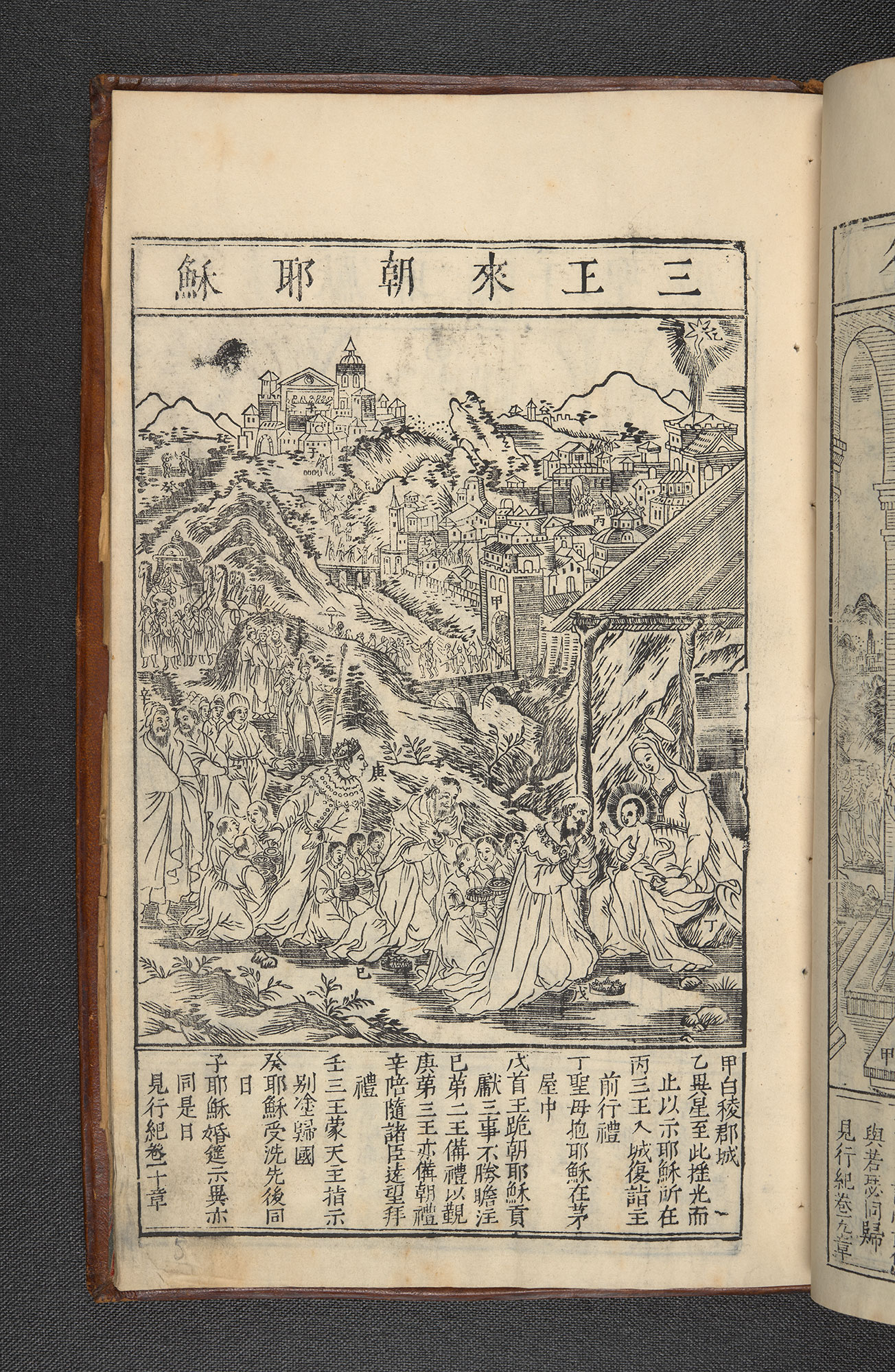
Иллюстрация из «Жизни Иисуса» Дж. Алени (Фучжоу, 1637)

Ещё во время пребывания в Европе, Никола Триго добился папского разрешения на использование в литургии китайского языка, а не латыни, впрочем, этой привилегией миссия так и не воспользовалась. Ещё ранее, Риччи и Диего де Пантоха создали первую систему романизации китайского языка для облегчения изучения языка европейцами. Апостолические викарии Китая в 1659, 1669 и 1673 годах получили разрешение рукополагать священников без хорошего знания латыни, при условии, что они понимают смысл мессы и формулы таинств. В 1621 году недавно обращённым мандаринам «временно» было позволено проводить церемонии поклонения предкам и Конфуцию, поскольку это «всего лишь выражение благодарности». Впрочем, священные изображения новообращённым предписывалось держать как можно дальше от алтаря предков. Равным образом, от обращённых китайцев не требовали соблюдения праздников и постов, ввиду невозможности согласования с китайским образом жизни. Катехизаторы-миряне получили право проводить чин мирского крещения, которое считалось действительным после проверки священником на знание основных доктрин. Более того, устав миссии прямо воспрещал обращение большого числа неофитов, учитывая ограниченность ресурсов ордена.

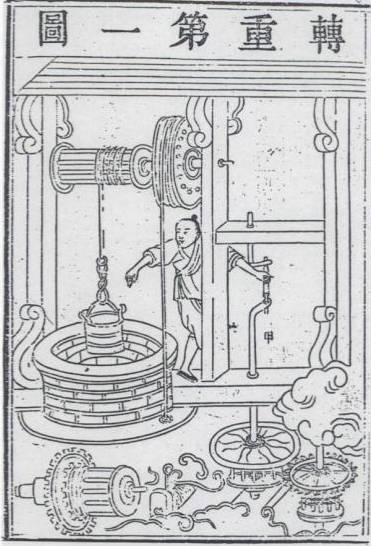
Самодействующий механический колодец. Иллюстрация из «Иллюстрированное описание чудесных машин Запада» Иоганна Шрека (Янчжоу, 1627)

Мануэл Диаш был викарием Китая до 1635 года. Он вернул главную резиденцию в Пекин, где обнаружил рост интереса учёных к христианству. Станции в Цзянси и Шанхае возобновили работу к 1625 году, в Цзядине открыли семинарию для подготовки китайских священников. Крупный успех выпал на долю Джулио Алени, который лучше всех владел литературным китайским языком и свёл дружбу с великим секретарём Е Сянгао (1562—1627), который увёз его на малую родину в Фуцзянь. К 1626 году орден располагал десятью станциями, однако из 18 иезуитов восемь были старше пятидесяти лет, и пятеро старше сорока лет. Многие из них перевалили за 80-летний рубеж.
Крупнейшим прорывом в деятельности миссии стало разрешение в 1621 году издавать литературу на китайском языке. Из-за невозможности орденской цензуры в Европе, сочинения подписывались к печати после внутреннего обсуждения в миссии. На 1620—1630-е годы пришёлся пик издательской деятельности китайских иезуитов. В 1625 году орденские братья узнали о существовании несторианской стелы и предприняли оперативную публикацию её текста, доказывавшего глубокую древность распространения христианства в Китае. Чуть ранее, в 1623 году Джулио Алени опубликовал на китайском языке всемирную географию с картой «Ваньго цюаньту», где особое место уделялось Палестине и библейским странам. Иоганн Шрек, который в Италии состоял членом римской Академии рысеглазых, в 1627 году издал иллюстрированную техническую энциклопедию «Описание чудесных западных машин». Не пренебрегали они и книгами, разъясняющими догматы веры. Создание катехизиса и молитвенника возглавил Никколо Лонгобардо, а Джулио Алени разработал понятные правила исповеди; они были опубликованы также в 1627 году. Далее Алени издал «Разъяснение мессы» и «Жития святых» (оба 1629 года). Оказалось, что иезуиты были способны стимулировать новые для Китая формы благочестия, например, благотворительных групп, которые широко распространились в стране, даже среди жителей, ничего не знающих о христианстве. Пришлось разрабатывать отдельные процедуры для обращения женщин, совместимые с китайскими приличиями. Для этого издавались молитвенники и руководства на разговорном языке, чтобы они могли использоваться в женских покоях, закрытых для иностранцев. Послание 1626 года призывает обращённых женщин заниматься чтением молитв за прядением и ткачеством «вместо сплетен».
Во время крестьянской войны минское правительство крайне подозрительно относилось к любым формам собраний, особенно ситуация усугубилась во время борьбы с Дунлиньской группировкой. Цзяннань была особенно подозрительна для пекинских властей, и миссионерам приходилось маскироваться в свете указа императора Тяньци о «запрете несанкционированного распространения книг о добродетели, политике и экономики, которые новые или странные для государства». Например, Гашпар Феррейра свою группу для изучения и чтения Розария в Цзяньчане назвал просто «Розовым кустом», избегая иероглифа «общество/сборище» (кит. трад. 會, упр. 会, пиньинь huì, палл. хуэй). Члены этого общества должны были ежедневно читать Розарий, поститься каждую субботу и исповедоваться дважды в месяц. Признанных достойными раз в месяц допускали до причастия. Однако Феррейра дал указание участникам группы приходить в церковь группами по трое, чтобы не создавать впечатления толпы.

## От Мин к Цин

Маньчжурское завоевание южного Китая

В 1613—1615 годах миссионер Жуан Родригиш, долго работавший в Японии, объехав китайские миссии, пришёл к выводу, что иезуиты толкают, возможно, неосознанно, свою паству «к идолопоклонничеству». В послании генералу ордена он писал, что разнобой терминов для обозначения Бога очень велик: кит. 上帝, пиньинь shàngdì, палл. шанди,кит. 天主, пиньинь tiānzhǔ, палл. тяньчжу, или кит. 天, пиньинь tiān, палл. тянь; равно неудачны термины для перевода понятий ангела (кит. 天神, пиньинь tiānshén, палл. тяньшэнь) и души (кит. трад. 靈魂, упр. 灵魂, пиньинь línghún, палл. линхунь). Родригиш определял это всё как «нечестие», а книги, в которых данные понятия встречались, должны быть переделаны или уничтожены. Иезуиты в Японии, чтобы не поступаться доктринальной чистотой, пошли на введение в японский язык латинских слов яп. デウス (Deus) и яп. アニマ(anima). Он встретил сильную оппозицию. Когда в 1626—1629 годах китайские миссии инспектировал Андре Палмейру, он привёз рекомендацию генерала ордена использовать термин Шанди. Этому вопросу был посвящён синод 1627 года в Цзядине, который расколол иезуитское сообщество. Психически неуравновешенный Триго, убедившись, что не может убедить оппонентов использовать понятие Шанди, в 1628 году покончил с собой. В этих условиях инспектор Палмейру своей волей сделал нормативным термин Тяньчжу, который используется в католической литературе на китайском языке до сих пор. Отчёты Лонгобардо и Родригиша, представляющие полярно противоположные позиции, было велено уничтожить, смерть Триго считать случайностью, а викарию Китайской вице-провинции даровал полномочия исправлять книги без апелляции к вышестоящим церковным властям. К 1631 году в миссии насчитывалось 11 станций в восьми (из пятнадцати) провинций Китая, и 26 братьев-иезуитов, из которых пятеро были китайцами. Обращения также шли успешно: Феррейра в 1630 году отчитался о 260 крещениях в Цзяньчане, а Педро Рибейру в Шанхае — о 246. В следующем, 1631 году, во всём Китае было крещено 1786 человек.
Период перехода власти в Китае, который пришёлся на 1630—1670-е годы оказался продуктивным для миссии. Это было время устойчивого роста, который контрастировал с хаосом в стране. Иезуиты могли не бояться репрессий со стороны властей Мин, но им предстояло выстроить отношения с новой династией Цин. Никколо Лонгобардо и Адам Шалль уже в 1636—1638 годах особое внимание стали уделять сельским окрестностям Пекина. Широкие масштабы проповеди среди крестьян требовали массы усилий, прежде всего, чтобы не получить репутацию неортодоксальной секты. В одной Шаньси А. Ваньоне и Э. Фабер построили 20 церквей, которые служили населению восьми городов и «бесчисленных деревень». Иными словами, братья-иезуиты разработали постоянные маршруты, передвигаясь по которым, поддерживали новообращённых и старые христианские общины в вере. При этом нет свидетельств, что иезуиты изучали местные диалекты, а сельская паства, скорее всего, не владела мандаринским диалектом. Огромный успех ордена объяснялся тем, что селяне воспринимали иезуитов как мастеров ритуала (в частности, экзорцизма), а их одеяния городских чиновников и литературный язык, добавляли им авторитета. Из отчёта Игнасио Лобо 1637 года (Фуцзянь) следовало, что миссионер пришёл однажды в село, где ранее не видели иезуитов и не было новообращённых. Он был препровождён в сельский храм, не стал поклоняться изображения и табличкам, а взамен прочитал проповедь (через проводника-переводчика) о едином Творце всего сущего. После этого отец Игнасио поставил в храме изображение Христа с красной шёлковой окантовкой и ежедневно служил мессу. Одна из месс совпала с дождём, давно ожидаемым местными жителями; при этом служители других религий вызвать дождя не сумели. Результатом поездки было двадцать шесть новых крещений. Прагматическая религиозность и синкретическое сознание китайцев порождали примечательные гибриды. Так, Альфонсо Ваньоне обнаружил, что в Шаньси крестное знамение считалось действенной защитой от волков. Гашпар Феррейра в Цзяньчане был призван местным чиновником в деревню для исцеления восьми человек, которым бессильны оказались помочь китайские врачи и буддийский бонза. Чиновник же от кого-то услышал, что христианский Бог был «всемогущим», и надеялся, что ритуал священника поможет. Феррейра отправил китайских христиан (чтобы не уподобляться даосам и буддистам), велел напоить страждущих святой водой, дать чётки и молиться.
С 1635 года викарием вице-провинции стал Франсишку Фуртаду, который понимал, что миссия достигла предела, поскольку её числа едва достаточно, чтобы поддерживать в вере новообращённых (которые должны были ходить к исповеди и причастию хотя бы раз в год). Маршруты посещения братств выстраивались так, чтобы священник, китаец-новиций или катехизатор-мирянин работал бы в данной группе хотя бы раз в месяц. Новых станций не открывали ни в Юго-Восточном, ни в Северо-Восточном Китае. Поэтому миссия сосредоточилась на провинциях с большими транспортными артериями, где иезуиты могли бы свободно объезжать свои общины и искать союзников среди чиновников. Например, Инасио да Кошта был отправлен в Пучжоу, где была большая община обращённых. Станция находилась там под опекой клана Хань, причём один из обращённых, Томе Хань Линь в 1621 году удостоился на экзаменах степени цзюйжэня. Лонгобардо окончательно обосновался в Цзинани с 1640 года, а Антониу ди Гувеа был направлен в Учан, где при помощи пекинского чиновника купил дом и смог восстановить заброшенную станцию в Хугуане. Главой общины в Чанша был Томе Цюй Шисы, который предоставил иезуитам здание школы своего клана, но для этого города попросту не нашлось священника-европейца. Лодовико Бульо рискнул отправиться в Сычуань, где главой восстания был Чжан Сяньчжун. После развала минской системы обороны не было проблем с посещениями Макао и пересылкой почты, однако миссия столкнулась с большими финансовыми трудностями, в том числе из-за разорения маньчжурами орденской собственности. Иезуиты также столкнулись в Фуцзяни и Гуандуне с конкуренцией испанских францисканцев и доминиканцев, которые базировались в Маниле. В 1637 году францисканцы даже добрались до Пекина. После их изгнания, в Европе возобновились «споры о китайских обрядах», имевшие, в первую очередь, национально-политическую подоплёку.

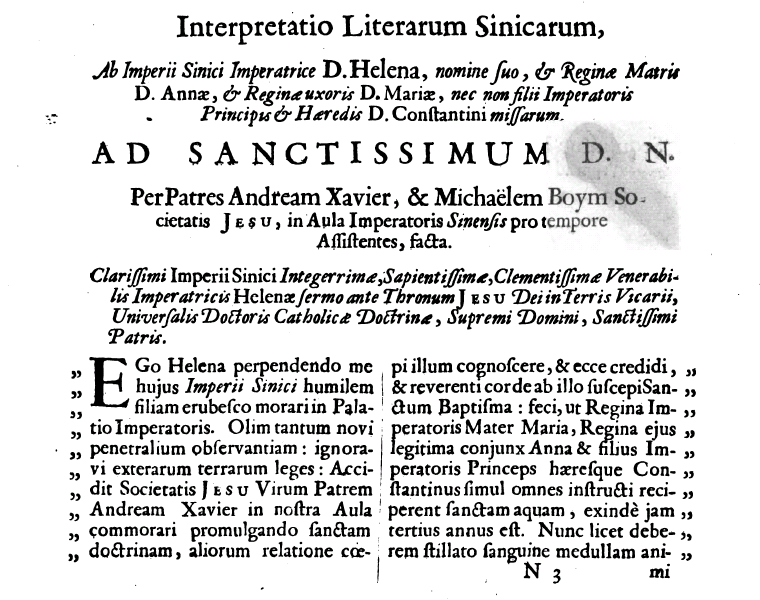
Латинский перевод письма императрицы Елены из «Китайских памятников» А. Кирхера

Ещё до захвата маньчжурами Пекина, несколько орденских братьев погибли в Сычуани и Шэньси во время крестьянской войны. Адам Шалль представился цинским властям, и получил охранную грамоту для церкви и для домов и имущества китайцев-христиан. С 1645 года он занял официальную должность в Астрономическом бюро с большим жалованьем, поднявшись до его директора, и произвёл большое впечатление на малолетнего императора Фулиня. В это же самое время Франческо Самбиази был назначен послом династии Южная Мин в Макао и должен был добиться европейской военной помощи, и добился больших торговых преференций для португальской колонии и права открыть церковь в Гуанчжоу. Наибольший успех выпал на долю Михала Бойма и Андреаса Коффлера. В конце 1646 года внук императора Ваньли Чжу Юлан был коронован, при этом его главный евнух был христианином, крещёным под именем Ахиллес Пан. Бойм и Коффлер сопровождали императорское семейство во время бегства в Бирму, и в 1648 году крестили вдовствующую императрицу, мать императора и наследника престола Чжу Цусюаня, ставших Еленой и Константином, в честь святых равноапостольных Елене и Константине. Это стало возможностью для Бойма обратиться к папе Иннокентию X с просьбой оказать китайскому императору военную помощь.
По состоянию на 1645 год в миссии было 23 европейских и 4 китайских священника, 12 из которых были старше пятидесяти лет. Никколо Лонгобардо исполнился 81 год. Только шестеро иезуитов были моложе 40 лет, вдобавок, двое погибли в 1647-м. Самым молодым был 30-летний тиролец Мартино Мартини. Пенсиона Шалля хватало для содержания станций Северного Китая, однако после восстановления независимости Португалии Макао был разорён, а голландская экспансия в Ост-Индии оборвала связи китайской вице-провинции с Гоа. Миссионеры были вынуждены пойти на крупные долги, чтобы элементарно сохранить инфраструктуру станций и паству.

## Миссия в эпоху Канси

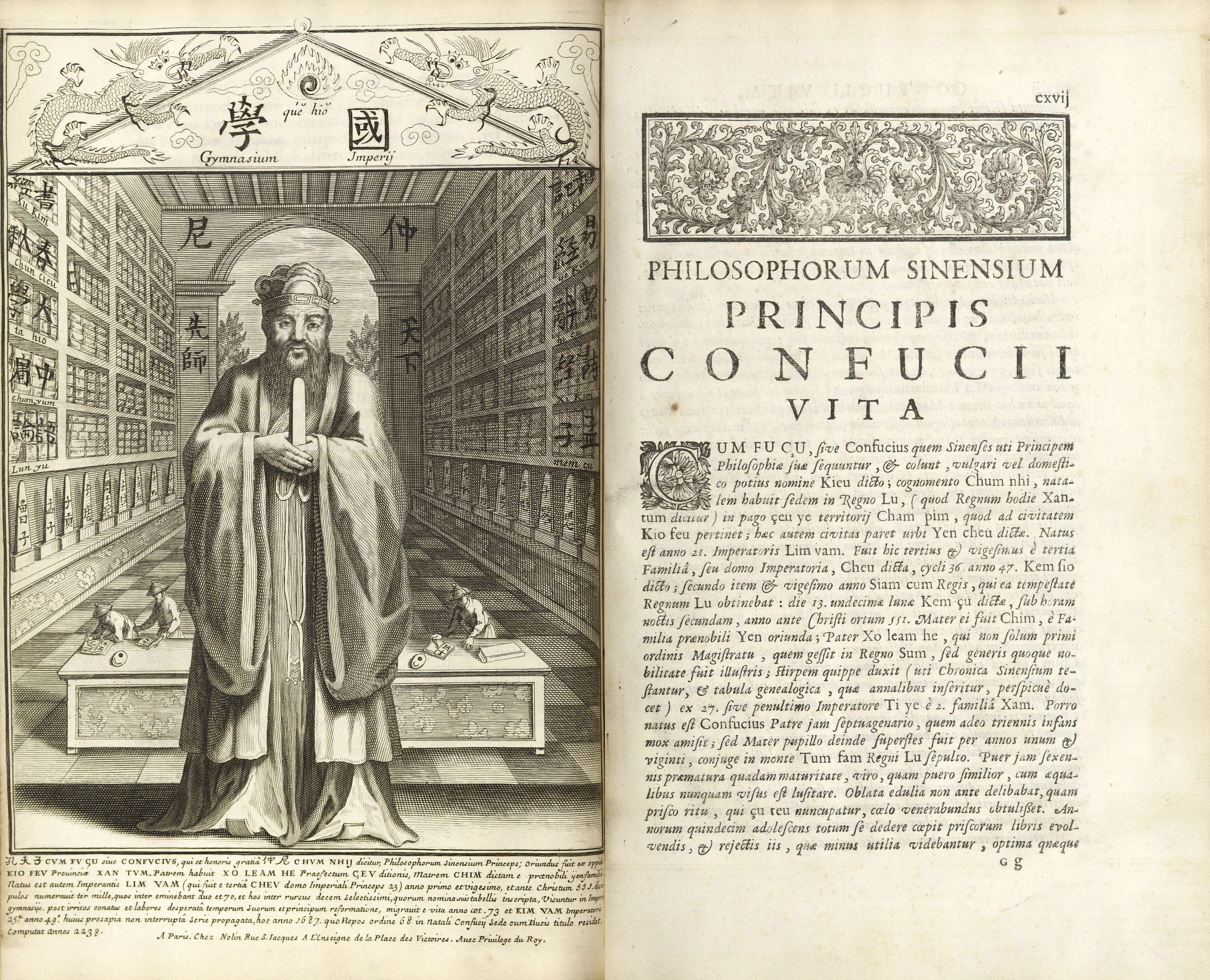
Фронтиспис и титульная страница иезуитского издания Четверокнижия (Париж, 1687)

По мере стабилизации обстановки в стране, миссия начала восстанавливаться. В 1647 году Франческо Бранкати докладывал о 1162 новокрещёных в Шанхае (через год после его взятия маньчжурами), наличии в городе 45 братств, то есть приходов, и 12 церквей. К 1653 году число приходов возросло до семидесяти. Примерно так же интенсивно росло число обращённых в Фуцзяни. К этому времени миссии исполнилось полвека, и в некоторых общинах было уже три поколения крещёных китайцев. В Сиане Этьен Фабер создал группу, члены которой после субботней молитвы совершали самобичевание, читали Писание, соблюдали посты. Также была создана группа «Братство ангелов» — своего рода начальную духовную школу. В Чанше Джироламо Гравина основал «Братство Двенадцати Апостолов», участники которого были отобраны из самых ревностных китайцев-христиан, которые сами могли вести проповедь и обращать неофитов. В 1655 году император Шуньчжи подарил пекинской церкви вывеску с собственной каллиграфией, которая была не только знаком высочайшего благоволения, но и привлекала паству. Симон да Кунья в Яньпине в 1657 году открыл церковь во дворце чиновника, который подарил его миссии, и устроил большой крестный ход при переносе священных изображений, в котором участвовали и чиновники, и простолюдины. Христиане стали открыто отмечать важнейшие церковные праздники, чем, до известной степени, сбивали напор слухов, распространяемых их конкурентами, в том числе даосами и буддистами. Поскольку христиан обвиняли в непочтительности к предкам, в Цзинани в 1660 году Жан Валат устроил поминовение усопших на христианском кладбище. После возвращения М. Мартини из Европы, вместе с ним прибыли несколько молодых священников — в основном, из Южных Нидерландов, — и к 1663 году вице-провинция включала 20 станций в десяти провинциях Китая, и ежегодно фиксировалось совершение таинств 105 000 человек. В Пекине было три церкви и 13 000 прихожан, в Шэньси две станции и 24 000 прихожан, а в Цзяннани было 10 станций и 51 000 христиан, сорок тысяч из которых обитали в Шанхае. Генерал ордена ещё в 1658 году решил (пользуясь атласом Мартини) отнести Гуандун, Гуанси и Хайнань к Японской вице-провинции; это оживило Макао, который стал центром иезуитской деятельности во Вьетнаме и Сиаме.
В 1665 году произошёл инцидент в Пекине, когда иезуиты по ходатайству Министерства церемоний были арестованы. Формальным поводом стали петиции Ян Гуансяня, что миссионер-астроном Шалль выбрал несчастливый день для похорон новорождённого сына императрицы, что и привело к её смерти и императора Шуньчжи. Адам Шалль приговорён к смертной казни, прочие священники — к высылке в Маньчжурию с предварительной поркой бамбуковыми палками. Церкви было предписано закрыть, а изображения и книги предать огню. Случайно приговор совпал с землетрясением, после чего миссионеров помиловали, но сослали в Гуандун, где они провели семь лет. Лишь после совершеннолетия императора Канси миссионер-астроном Вербист использовал ту же тактику в отношении самого Ян Гуансяня, и в 1668 году вернул своих братьев в столицу. Вынужденная изоляция привела к большому интеллектуальному достижению: готовясь к очередной полемике о китайских обрядах, иезуиты издали полный перевод конфуцианского Четверокнижия на латинский язык: «Sinarum Scientia Politico-Moralis». Перевод был начат Просперо Инторчетта ещё в 1662 году. Первое издание вышло в Гуанчжоу в 1667-м, далее Инторчетта был отправлен в Европу и опубликовал второе издание в Гоа (1670).

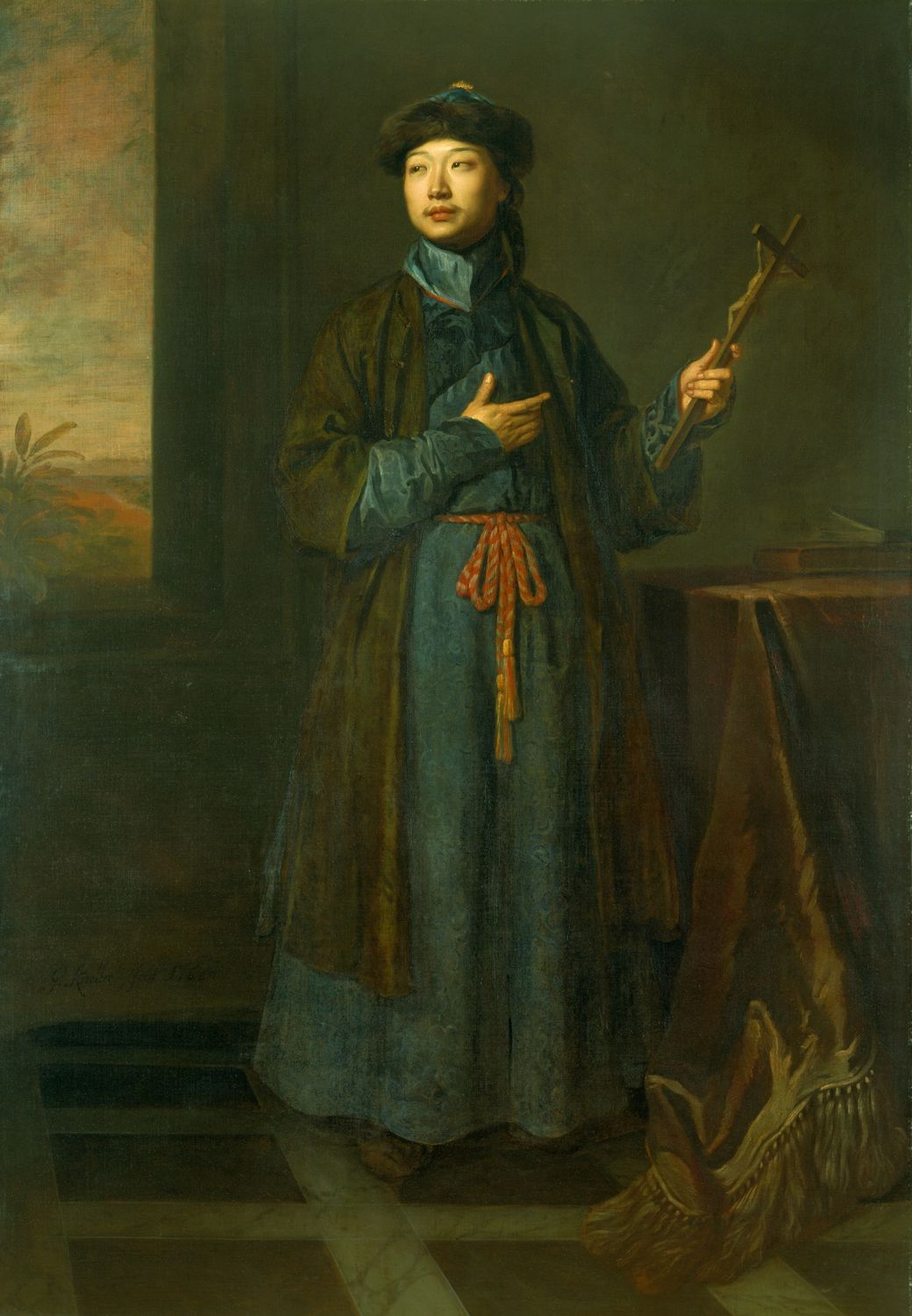
Годфрид Кнеллер. Портрет Шэнь Фуцзун. 1687. Холст, масло, 212,2 × 147,6 см. Королевская коллекция

После реабилитации иезуитов в 1670 году, оказалось, что прозелитизм окончательно перешёл в руки китайских ассистентов ордена и старост приходов (кит. трад. 會長, упр. 会长, пиньинь huìzhǎng, палл. хуэйчжан). Де Ружмон докладывал, что катехизаторы обратили в Чанше 300 человек, а Бранкати о 1000 новокрещённых в Шанхае, силами только китайских христиан. Однако вскоре император Канси начал политику последовательного укрепления конфуцианских ценностей. Китайским христианам воспрещалось проводить собрания и носить знаки своей веры, как если бы они были членами недозволенной секты. Тем не менее, император лично благоволил к иезуитам — техническим специалистам при дворе. Томе Пирейра, в частности, был приглашён ко двору, чтобы продемонстрировать Канси западную музыку. 12 июля 1675 года император с семьёй лично посетил орденскую резиденцию, начав с церкви. После того, как государь прочитал Десять Заповедей, он начертал вывеску «Почитай Небо!», которая и была преподнесена братии; на следующий день государь повторил её в большем размере. Большой политический успех был относителен: в 1675 году во всей вице-провинции было 110 000 христиан, 17 европейских священников (из которых пятеро служили при дворе) и 3 китайских «коадъютора». В 1678 году священников осталось 15, а из-за активной антииезуитской пропаганды в Европе почти не было новых братьев, готовых ехать в Китай. Почти все христиане Китая восприняли учение в семье, передаваемое от отца к сыну и от матери к дочери, и проводили семейные молитвы. Даже в присутствии европейских патеров мессы служили исключительно редко, а главной формой богослужения были коллективные молитвы. Филипп Куплэ посвятил специальный трактат своей духовной дочери — правнучке Сюй Гуанци Кандиде. Он прославил её как крупнейшую благотворительницу, которая оплачивала издания иезуитов, распространяла писания среди женщин, оплатила роспись главной церкви Шанхая. Когда Куплэ уезжал в Европу, она подарила ему золотую чашу для церкви Иль Джезу, а также покровы для церквей ордена в Гоа, Лиссабона, Парижа, Мехелена и Рима.
Куплэ совершил большую поездку по Франции, Нидерландам и даже Англии (ко двору Карла II), был принят Людовиком XIV в Версале и Иннокентием XI в Риме. Его сопровождал китаец Шэнь Фуцзун (во крещении Мишель). Куплэ был первым специалистом по Китаю, который имел успех в «Республике учёных», для членов которой в 1687 году было переиздано конфуцианское Четверокнижие и написана биография Кандиды Сюй. Именно он стоял у истоков моды на Китай, которая не проходила в Европе последующие сто лет.

## Управление и финансирование миссии

### Административное устройство

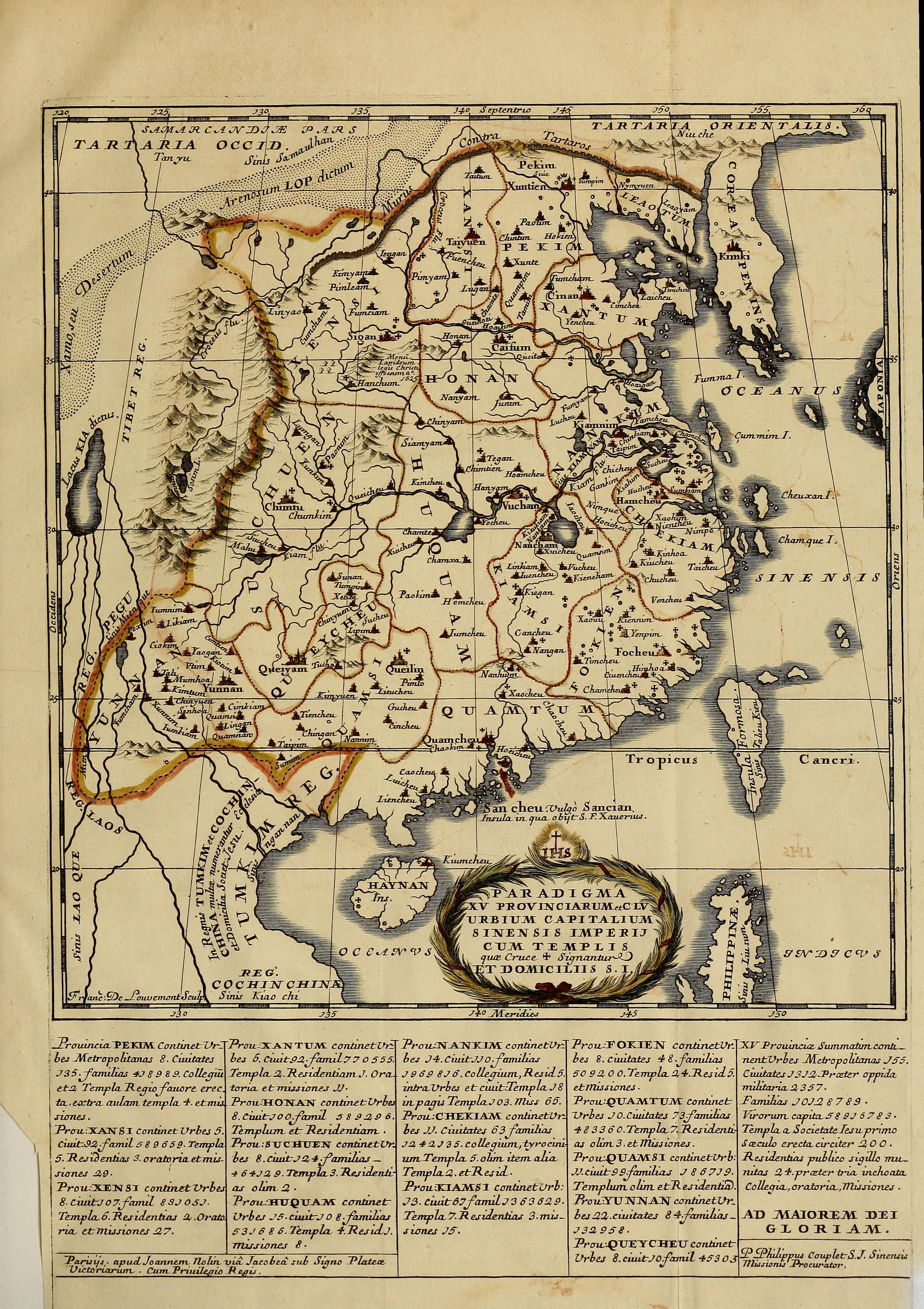
Карта Китая «Paradigma XV Provinciarum et CLV Urbium Capitalium Sinensis Imperij» с указанием числа церквей и обращённых. Из книги «Confucius Sinarum Philosophus», Париж, 1687

Епархия Гоа была основана в 1534 году, и значение этой португальской колонии для миссионерской проповеди оказалось столько велико, что город именовали «Римом Азии». Юрисдикция епископа простиралась от мыса Доброй Надежды до крайних пределов Восточной Азии, ещё не изученной европейцами. В 1558 году епархия Гоа была преобразована в архиепархию, которой подчинялись и китайские диоцезы и орденские провинции. Минские власти, после помощи испанских и португальских властей в борьбе с пиратами, окончательно закрепили в том же году статус Макао как португальской колонии. В 1575 году пара Григорий XII буллой Super specula утвердил в Макао собственный епископат, который управлял епархиями Китая и Японии; его глава заседал в синоде Гоа. Отдельные епископаты в Пекине и Нанкине были учреждены после этого лишь в 1690 году.
Орденская иерархия в дальневосточных регионах также развивалась весьма динамично. В 1546 году была основана Лузитанская провинция ордена Иисуса, от которой всего через три года (в 1549-м) была отделена провинция
Ост-Индии (Indiarum Orientalem). В свою очередь, в 1580-е годы от Ост-Индской провинции была отделена Японская вице-провинция, управляемая из Макао. Отношения китайской и японской вице-провинций в дальнейшем бывали напряжёнными. Отчасти, напряжение происходило на национальной почве: глава миссии в Японии В. Карвальо подозревал главу китайской миссии Н. Лонгобардо в создании сепаратной провинции, укомплектованной исключительно итальянскими миссионерами. После разгрома христианства сёгунатом Токугава, миссионеры в Японии эвакуировались в Макао. В 1619 году была основана автономная Китайская вице-провинция ордена иезуитов. Ранее Рим разрешил изменения в чинопоследовании, например, китайцам дозволялось присутствовать на мессе с покрытой головой, что противоречило каноническому праву, но отвечало китайским нормам приличий. Кроме того, с 1606 года разрешалось рукоположение китайцев, перевод Библии на китайский язык, а также служение мессы и чтение часов на китайском языке; окончательно всё это было закреплена папой Павлом V в 1615 году. Первым китайским священником стал Чжэн Вэйсинь (1633—1673), который принял новициат в Риме в 1651 году, преподавал в Collegium Romanum и был хиротонисан в 1664 году. Тем не менее, рукоположённые китайцы оставались в составе Первой миссии ничтожным меньшинством.
Наибольший институциональный расцвет миссии в Китае наступил в XVII веке. В меморандуме К. Кастнера 1703 года утверждалось, что орден окормлял двенадцать китайских провинций, располагал 36 епархиями, 5 коллегиумами, 38 миссионерскими станциями, 300 церквами и часовнями, в приходы которых входило около 200 тысяч крещёных китайцев. Большинство миссионеров были далеки от двора и чиновной бюрократии, работали в среде простолюдинов. К моменту прекращения деятельности Ордена иезуитов в 1774 году, на его миссионерских станциях в Османской империи, Канаде, странах Латинской Америки и в разных странах Европы работало 3500 орденских братьев, что составляло 15,5 % общей численности ордена.

### Экономика миссии

#### Субсидии духовной и светской власти
Изо всех орденских миссий, китайская располагала самыми многообразными источниками доходов и одновременно требовала наибольших расходов. Поскольку португальская миссия в Гоа с самого начала находилась под королевским патронажем, португальская корона оплачивала некоторые статьи расходов китайской миссии за счёт королевской таможни в Малакке. После перехода Португальского королевства под испанскую унию, Филипп III с 12 ноября 1603 года возобновил выплаты, сокращённые вдвое, и увеличил их объём по личной просьбе Н. Триго (4000 песо в год). По данным Валиньяно, королевские субсидии обычно не покрывали и половины обычных расходов. Визиты руководства миссии в Европу не оплачивались, хотя обычно расходы компенсировались товарами из Китая, реализуемыми в Старом Свете. Во второй половине XVII — начале XVIII века отмечены случаи, когда миссия иезуитов была вынуждена поддерживать финансами португальские колонии в Индии (например, во время военных действий против голландцев). Например, китайская епархия в 1726 году заплатила 200 тысяч рейсов за содержание посольства Алешандру ди Соза Менезеша. Монахи-иезуиты активно работали и в колониальном чиновном аппарате, в отличие от своих коллег в испанских владениях.
В целом, китайская миссия иезуитов всегда была отягощена долгами, в том числе по отношению к японской вице-провинции. Это объяснялось высокой стоимостью содержания миссионера: годичное пребывание в Китае одного монаха обходилось миссии в 30 000 рейсов в 1645 году, а к 1730 году сумма возросла до 62 600 рейсов.

#### Торговая деятельность

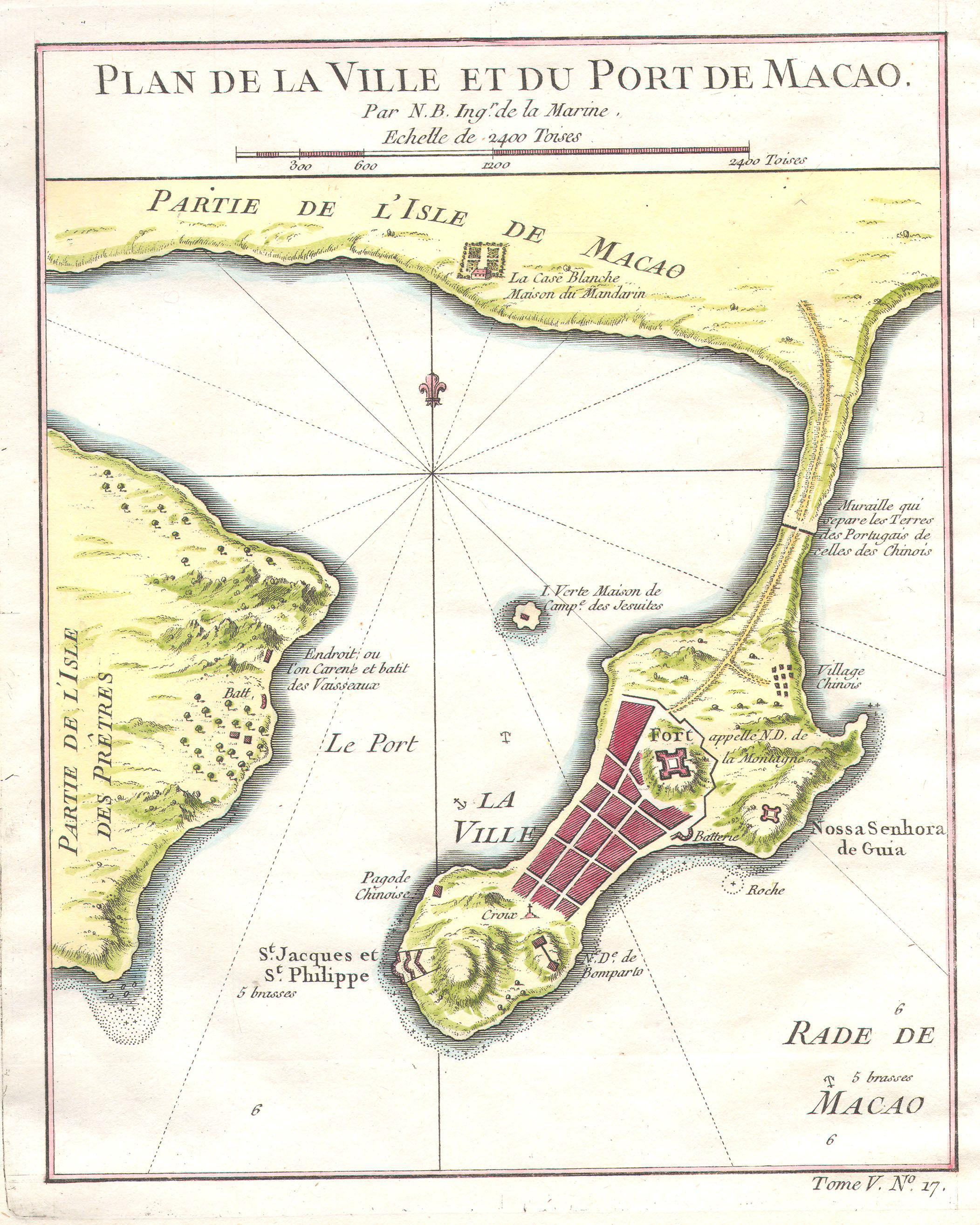
Беллен, Жак-Никола. Карта Макао из пятого тома «Истории путешествий» аббата Прево, 1764

Орден иезуитов рано стал инвестировать в морскую торговлю, поэтому большинство португальских торговых судов, направляемых в Китай, на паях принадлежали представителям ордена. Например, в 1740-е годы китайской вице-провинции принадлежал нао «Сан-Педру и Сан-Жуан», курсировавший между Португалией и портами Восточной Азии. Впрочем, основную долю орденских доходов от инвестиций давала торговля между Макао и Нагасаки: после того, как китайское правительство в 1560-х годах резко сократило торговлю с «пиратскими» островами, освободившуюся долю рынка быстро освоили европейцы. Между 1555—1570 годами торговля шёлком и обмен серебра на золото давали не менее 18000—20000 крузадо чистого дохода в год. Валиньяно свидетельствовал, что в 1578 году из Макао в Нагасаки было доставлено 1600 тюков шёлка (в 1 пикуль каждый), из которых ордену принадлежало 100. На это пришлось получать отдельное дозволение Папы Римского и генерала ордена, а также светских властей Гоа и Макао. Между 1585—1606 годами эта деятельность со стороны Курии дважды запрещалась и, наконец, была прекращена окончательно. В период 1582—1620 года законная и незаконная прибыль от торговли шёлком достигала примерно 0,96 конто в год (при этом из 38 торговых караванов до Японии не дошло 14). Орденская вице-провинция пыталась заставить власти Макао отчислять в свою пользу часть доходов от торговли шёлком, но безуспешно. Только в 1630-е годы орден легально мог реализовывать 10 — 20 пикулей шёлка, но в 1636 году дом Токугава воспретил португальцам доставлять пряжу и ткани в Японию. Ежегодные поставки шёлка-сырца составляли к тому времени 280 000 кг. После захвата Малакки голландцами в 1640 году, Макао надолго потерял значение торгового центра.

#### Недвижимость и пожертвования частных лиц
Китайская вице-провинция ордена иезуитов также извлекала доходы из принадлежавшей ему недвижимости. Генерал ордена Вителлески 1 января 1621 года одобрил инвестирование в недвижимость Макао с благословения Папы и короля. К 1730 году орден располагал недвижимым имуществом в пяти провинциях Китая, в том числе в столичном Пекине. Иногда схемы были более сложными: в 1730 году иезуитский коллегиум в Макао имел четыре деревни в Индии, доходы с которых конвертировались в серебряные слитки или монеты, и переправлялись в Китай. Далее, однако, окрестности Гоа были захвачены маратхами и этот источник доходов прекратил существование.
Пожертвования от частных лиц регулировались особыми правилами. В частности, стартовый капитал для торговли шёлком Китайской провинции предоставил отец Луис ди Алмейда (1525—1583), который до вступления в Орден шесть лет торговал на Дальнем Востоке, а далее отдал своё состояние (примерно 3000 крузадо) иезуитам. Первый спонсор Руджери и Риччи в Кантоне, отец Кашпар Вьега, также прежде был купцом. Новообращённые китайцы также стремились поддерживать своих благодетелей. Так, новообращённый Фань Вэньчжэн, будучи чиновником высокого ранга, ежегодно посылал церкви 30 золотых монет на подарки главе миссии А. Шаллю. Согласно отчёту 1727 года, от китайских женщин-христианок получалось пожертвований на сумму от 800 000 до 4 800 000 рейсов; в Китае женщины вообще были более щедрыми, чем мужчины. В 1636 году двенадцать жителей Макао пожертвовали по 2000 рейсов каждый на коллегиум в Ханчжоу и попросили уведомить об этом римский генералитет, чтобы пользоваться обычными привилегиями донаторов.

## Историография

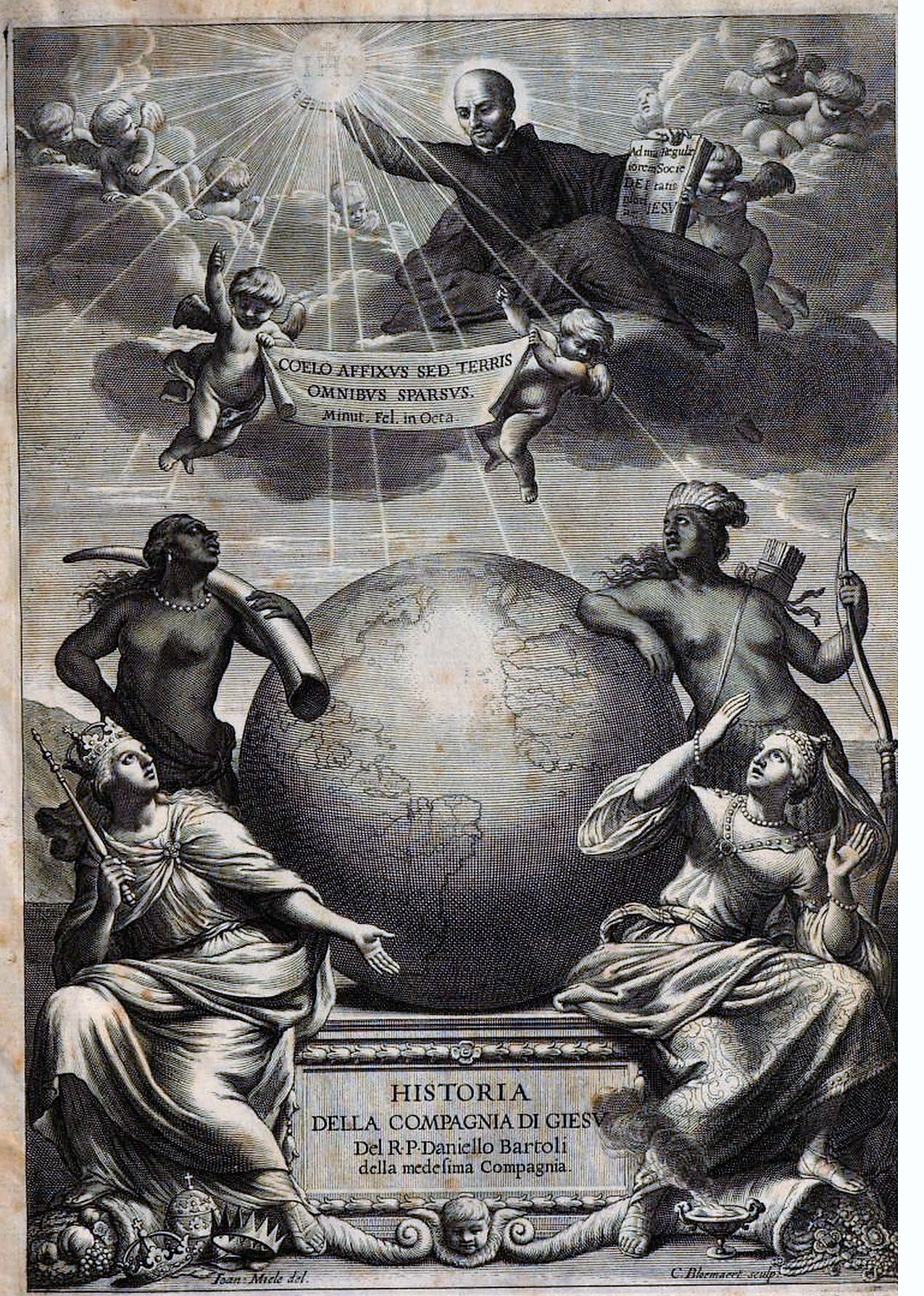
Титульный лист «Истории иезуитов» Бартоли (второе издание 1659 года), гравированный Корнелием Блумартом

По мнению австралийского историка Пола Рула, история иезуитской миссии составляет единое целое с изучением процесса перехода китайской цивилизации от изолированного традиционного состояния к современному — глобализированному. Сложность в изучении иезуитской миссии заключалась как в антиклерикальном настрое современной гуманитарии, так и тем, что значительная часть трудов по истории иезуитов создавалась самими иезуитами. Первые орденские труды о Китае увидели свет в Риме в 1603 году — это был отчёт за 1601 год Валентина Карвалью, бывшего провинциала в Японии, ректора иезуитской коллегии Св. Павла в Макао. Почти одновременно было издано послание Диего де Пантоха, который из Пекина обращался к испанскому провинциалу Луису де Гусману; в 1625 году это послание было переведено на английский язык. В данном документе был обнародован «метод Риччи» по обращению китайских чиновников из окружения императора через изучение западных естественных наук и демонстрации их превосходства над китайской наукой. Пантоха же первым объявил, что «Катай» Марко Поло и Китай, а также «Ханбалык» и Пекин — это одно и то же место, использовав свидетельства де Гоиша, прибывшего через Туркестан с торговым караваном. О Востоке много писал профессор Collegium Romanum Джованни Пьетро Маффеи (1533—1603) — биограф Игнатия Лойолы.
В ранней иезуитской историографии выделялся труд Даниэлло Бартоли «Istoria della compagnia di Giesu» (Рим, 1653—1663). Часть, посвящённая Китаю, имела объём 1152 страницы in quarto, и была основана на всех доступных автору материалах из римских архивов. Синологи XX века (особенно Джордж Данн), сопоставив сообщения Бартоли с данными минской эпохи, признавали высокое качество его труда. С 1892 года начата публикация серии Monumenta Historica Societatis Iesu, содержащая, в том числе, документы архивов ордена, касающихся миссионерской деятельности. Том, открывающий китайскую подсерию, вышел в 2002 году, и пока не имел продолжения. Кроме того, в 1898—1938 годах французская иезуитская миссия в Шанхае выпустила 66 частей серии Variétés sinologiques, впоследствии продолженной Институтом Риччи в Тайбэе. Издательство «Бриль» опубликовало двухтомный справочник по истории христианства в Китае, где содержится много сведений об иезуитах.
Историк-иезуит Жозеф Себеш (1916—1990) в известном смысле произвёл переворот в осмыслении почти 40-летнего провала между деятельностью Франциска Ксаверия и Маттео Риччи. Иезуитские архивы позволили выяснить, что между ними было не менее двадцати пяти попыток миссионеров обосноваться в Гуанчжоу, пользуясь визитами португальских купцов на кантонские ярмарки. Однако это направление ещё только начинает разрабатываться, при том, что игнорирует деятельность других духовных орденов — августинцев, доминиканцев и францисканцев. Классические труды по истории миссии в эпоху Мин опубликовал в 1930-е годы Анри Бернар-Мэтр, это направление затем было «подхвачено» Джорджем Данном. Бернар-Мэтр мог пользоваться данными китайских архивов, которые в XXI веке — те, что сохранились, — доступны западным исследователям далеко не в полном объёме. Джордж Данн первым опубликовал популярную историю миссии в Минском Китае «Поколение гигантов» (Лондон, 1962), которая была полностью документирована. Данн впервые описал степень ожесточённости споров о переводе Имени Божьего на китайский язык и обнародовал сведения, что Никола Триго покончил жизнь самоубийством. По мере издания оригиналов отчётов и рукописей Маттео Риччи, начался пересмотр взглядов на методы и масштабы работы Первой миссии. Выяснилось, что латинский вариант, подготовленный Триго, заметно искажал его взгляды. По мнению П. Рула, выполненный Луи Галлахером — историком ирландской миссии в Гонконге — перевод компендиума Триго на английский язык (1953), ещё более исказил взгляды Риччи. Рул выделял также две современные биографии Маттео Риччи, написанные Ронни Ся и Микелой Фонтана. В то же время Пол Рул сетовал на то, что даже в современной историографии игнорируются экономические аспекты миссии в Китае, а также взаимовлияния иезуитов и китайских религиозных представлений, именно в религиоведческих, а не философских контекстах.
Ни одного сводного монографического обзора истории Второй миссии не существовало до 2018 года. Ввиду её распада на национальные сегменты, немногие работы привязаны к национальным историографиям Франции и США, и публиковались в периодических изданиях, в частности, Monumenta Serica. Пол Рул отмечал, что исследованиям в этой области препятствуют и политические причины. Китайские историки и западные специалисты по политической истории игнорируют большей частью роль христианских идей в становлении китайского национализма, тогда как церковные историки стремятся обходить причины ассоциации христианства у китайцев с агрессией западных империалистов.